# 1 stycznia
1 stycznia jest 1. dniem w kalendarzu gregoriańskim. Do końca roku pozostało 364 (w latach przestępnych 365) dni.

## Święta

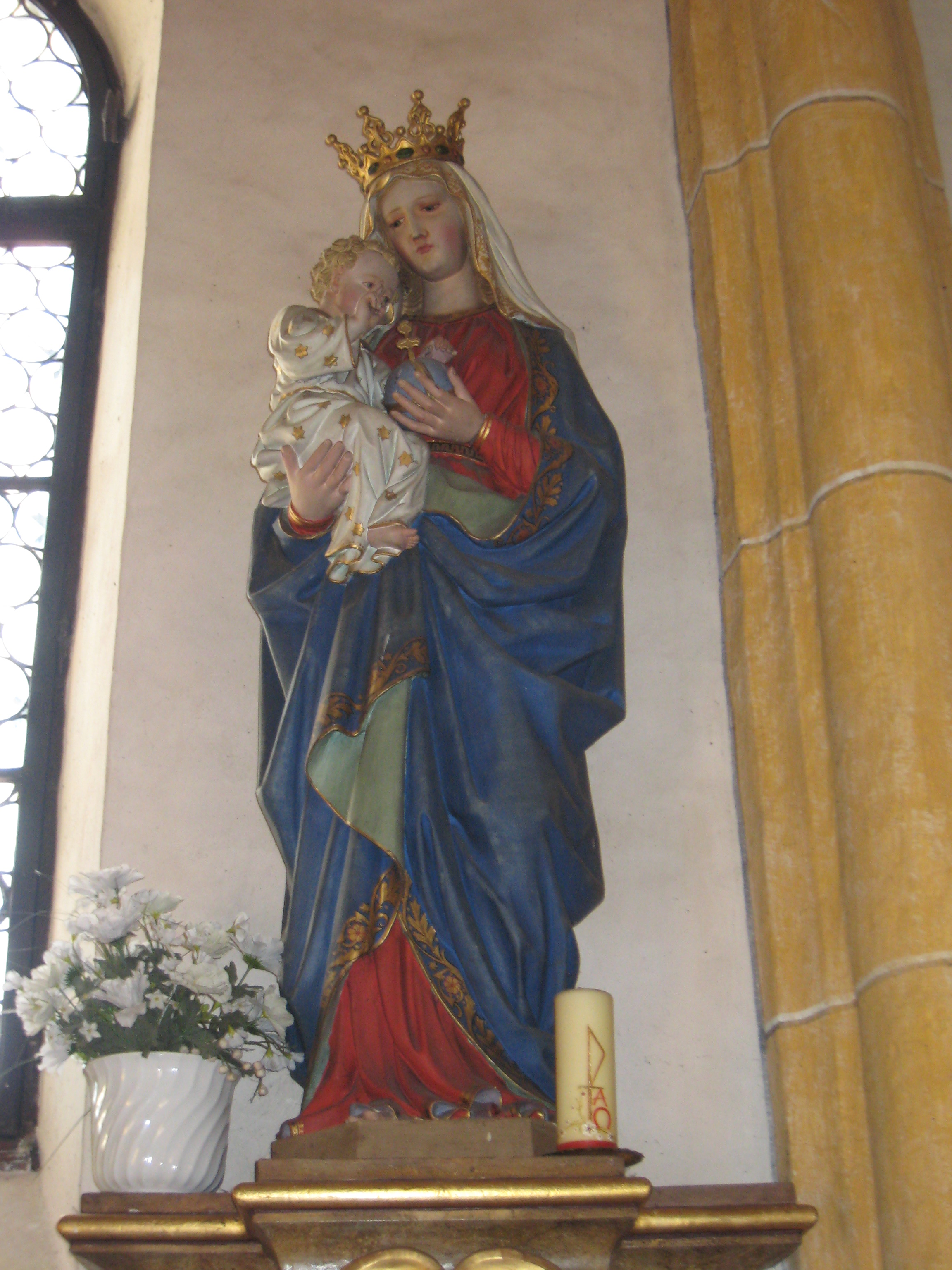
Figura Matki Boskiej z Dzieciątkiem Jezus

- Imieniny obchodzą: Almachiusz, Eufrozyna[1], Fulgencjusz, Fulgenty, Józef, Konkordiusz, Maria[1], Masław[1], Miecisław[1], Mieczysław[1], Mieczysława[1], Miesław[1], Mieszko[1], Mojsław[1], Odylon, Odys, Odyseusz, Piotr, Walenty (Walentyn), Wilhelm i Wincenty
- Kościół neounicki[2], Kościół prawosławny, Kościół anglikański – Obrzezanie Pańskie
- Międzynarodowe:
  - Nowy Rok (pierwszy dzień roku kalendarzowego), w Polsce dzień wolny od pracy
  - Dzień Domeny Publicznej (m.in. Kanada, Stany Zjednoczone, Szwajcaria, Polska)
- Wspomnienia i święta w Kościele katolickim[3][4]:
  - Światowy Dzień Pokoju
  - Uroczystość Świętej Bożej Rodzicielki Maryi (dawn. Obrzezania Pańskiego) (święto nakazane)
  - św. Almachiusz (męczennik)
  - św. Fulgencjusz z Ruspe (ojciec Kościoła)
  - św. Grzegorz z Nazjanzu (Starszy), ojciec św. Grzegorza Teologa
  - św. Józef Maria Tomasi (kardynał-prezbiter)
  - św. Odylon z Cluny (opat)
- W Kościołach mariawickich:
  - Uroczystość Obrzezania Pańskiego i Imienia Jezus.

## Wydarzenia w Polsce

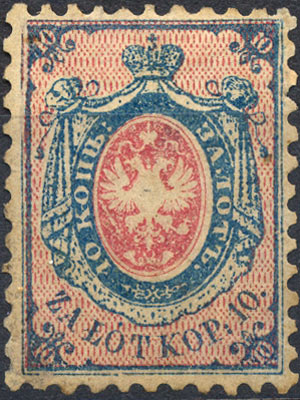
Pierwszy polski znaczek pocztowy

- 1345 – Król Polski Kazimierz III Wielki i cesarz rzymski Ludwik IV Bawarski zawarli sojusz przeciw Luksemburgom.
- 1401 – Erygowano parafię św. Zygmunta w Szydłowcu.
- 1464 – Wojna trzynastoletnia: krzyżacka załoga na zamku w Gniewie skapitulowała przed wojskami królewskimi.
- 1520 – Wojna pruska: Krzyżacy zdobyli Braniewo.
- 1659 – Potop szwedzki: król Jan II Kazimierz wjechał triumfalnie do odzyskanego Torunia.
- 1791 – W Warszawie ukazało się pierwsze wydanie czasopisma „Gazeta Narodowa i Obca”.
- 1816 – Józef Matecki został prezydentem Krakowa.
- 1819 – W Królestwie Polskim wprowadzono miary nowopolskie.
- 1821 – Ukazało się pierwsze wydanie „Kurjera Warszawskiego”.
- 1822 – Otwarto Teatr Miejski w Świdnicy.
- 1823 – Otwarto pierwszą w Poznaniu publiczną lecznicę – dzisiejszy Szpital Przemienienia Pańskiego.
- 1826 – Wszedł w życie Kodeks cywilny Królestwa Polskiego.
- 1840 – We Lwowie ukazało się pierwsze wydanie czasopisma „Dziennik Mód Paryskich“.
- 1842 – W Królestwie Polskim rubel równy 100 kopiejkom stał się obowiązującą jednostką walutową, zastępując złotego polskiego równego 30 groszom polskim.
- 1848 – W Sali Wielkiej wileńskiego ratusza odbyła się premiera dwuaktowej wersji opery Halka z muzyką Stanisława Moniuszki do libretta Włodzimierza Wolskiego.
- 1858 – W Teatrze Wielkim w Warszawie odbyła się premiera nowej, czteroaktowej wersji opery Halka.
- 1860:
  - W Królestwie Polskim wszedł do obiegu pierwszy polski znaczek pocztowy.
  - Wydano rozkaz likwidacji pruskiej Twierdzy Srebnogórskiej koło Srebrnej Góry na Dolnym Śląsku.
- 1867 – Ukazało się pierwsze wydanie dziennika „Gazeta Toruńska”.
- 1872 – W Krakowie odbyła się prapremiera dramatu Adama Mickiewicza Konfederaci barscy.
- 1891 – W Królestwie Polskim moc obiegową straciły ostatnie monety groszowe, tj. 5 i 10 groszy bite w bilonie.
- 1922 – Wprowadzono pokojową strukturę Marynarki Wojennej i utworzono w Warszawie Kierownictwo Marynarki Wojennej.
- 1925 – W Wolnym Mieście Gdańsku otwarto polski urząd pocztowy.
- 1944:
  - Utworzono Armię Ludową.
  - Utworzono Krajową Radę Narodową.
- 1946 – Stacjonująca we wsi Lachawa sotnia UPA została zaatakowana przez 300-osobowy oddział WP, jednak wyrwała się z okrążenia tracąc 7 ludzi. W odwecie za pomoc udzielaną banderowcom żołnierze rozstrzelali 9 Ukraińców i spalili wieś.
- 1950:
  - Założono uczelnie medyczne w Lublinie, Łodzi, Poznaniu, Warszawie i Wrocławiu.
  - Założono Wytwórnię Filmów Oświatowych w Łodzi, Wytwórnię Filmów Dokumentalnych i Fabularnych w Warszawie i Centralę Rozpowszechniania Filmów.
- 1951 – Z połączenia Bielska i Białej Krakowskiej powstało miasto Bielsko-Biała.
- 1956 – Powstało Studio Filmów Lalkowych w Tuszynie, wydzielone z Wytwórni Filmów Fabularnych w Łodzi (późniejsze Studio Filmowe Se-ma-for).
- 1957 – Wprowadzono obowiązkową rejestrację telewizorów.
- 1958 – Powstało Studio Miniatur Filmowych w Warszawie.
- 1959 – Zarząd Główny Polskiego Związku Żeglarskiego powołał do istnienia Centralny Ośrodek Żeglarstwa Polskiego Związku Żeglarskiego im. Andrzeja Benesza w Trzebieży nad Zalewem Szczecińskim.
- 1965 – Wszedł w życie Kodeks cywilny i Kodeks rodzinny i opiekuńczy.
- 1967:
  - Premiera komedii muzycznej Małżeństwo z rozsądku w reżyserii Stanisława Barei.
  - Utworzono Słowiński Park Narodowy.
- 1969:
  - Powstało Przedsiębiorstwo Realizacji Filmów Zespoły Filmowe(inne języki).
  - Zainaugorowało działalność Muzeum Pierwszych Piastów na Lednicy.
- 1972 – Powstały Zespoły Filmowe: „Panorama”, „Pryzmat”, „Silesia” i „X”.
- 1973:
  - Utworzono wydawnictwo RSW „Prasa-Książka-Ruch”.
  - Wprowadzono system kodów pocztowych.
- 1974:
  - Studio Filmów Animowanych w Krakowie rozpoczęło działalność jako samodzielna jednostka organizacyjna.
  - Utworzono Centralną Wytwórnię Programów i Filmów Telewizyjnych Poltel.
- 1986 – Premiera 1. odcinka serialu telewizyjnego Siedem życzeń w reżyserii Janusza Dymka.
- 1988:
  - Powstała grupa muzyczna Closterkeller.
  - W Nysie rozpoczęto produkcję samochodu dostawczego FSO Polonez Truck.
  - Zakończono zagłuszanie Radia Wolna Europa.
- 1989 – Utworzono Wigierski Park Narodowy.
- 1994 – Utworzono oddział TVP w Bydgoszczy.
- 1995:
  - Przeprowadzono denominację złotego w stosunku 10 000:1.
  - Utworzono Magurski Park Narodowy.
- 1999 – Weszły w życie przepisy realizujące program czterech reform.
- 2005 – Utworzono oddziały: TVP Gorzów Wielkopolski, TVP Kielce, TVP Olsztyn i TVP Opole.
- 2009 – Z połączenia Akademii Rolniczej w Szczecinie i Politechniki Szczecińskiej powstał Zachodniopomorski Uniwersytet Technologiczny.
- 2013 – Uruchomiono elektroniczny system weryfikacji uprawnień świadczeniobiorców e-WUŚ.
- 2015 – Zielona Góra powiększyła się o obszar gminy Zielona Góra, przez co stała się szóstym miastem w kraju pod względem powierzchni.
- 2016 – Stargard Szczeciński został przemianowany na Stargard.
- 2017:
  - Opole zostało powiększone o 12 sołectw.
  - Weszła w życie ustawa wprowadzająca Wojska Obrony Terytorialnej jako piąty z rodzajów Sił Zbrojnych RP.
- 2023 – W miejscowości Jodłownik w powiecie limanowskim padł krajowy rekord temperatury maksymalnej dla stycznia: 19 °C[5].

### Nadania praw miejskich
- 1560 – Olecko.
- 1923 – Skarżysko-Kamienna, Serock i Szczekociny.
- 1924 – Konstantynów Łódzki, Rajgród, Tuszyn i Żychlin.
- 1925 – Bełchatów, Iłża, Krzeszowice i Łapy.
- 1926 – Zawichost.
- 1947 – Piekary Śląskie i Świętochłowice.
- 1950 – Brwinów, Koziegłowy i Myszków.
- 1951 – Hajnówka, Kalety, Knurów, Łaziska Górne, Milanówek i Tychy.
- 1956 – Kazimierza Wielka.
- 1957 – Opole Lubelskie i Ryki.
- 1958 – Białobrzegi, Bełżyce, Bobolice, Lipsko, Pajęczno, Przysucha i Ulanów.
- 1959 – Frombork, Kazimierza Wielka, Przemków i Ruda Śląska.
- 1965 – Dąbrowa Białostocka i Mońki.
- 1967 – Blachownia, Gogolin, Gozdnica, Jedlicze, Jedlina-Zdrój, Kępice, Kuźnia Raciborska, Łazy, Marki, Ożarów Mazowiecki, Piechowice, Polkowice, Reda, Stąporków, Stronie Śląskie, Tłuszcz, Węgliniec i Ząbki.
- 1969 – Bardo, Chełmek, Konstancin-Jeziorna, Libiąż, Łaskarzew, Łęknica, Małomice, Podkowa Leśna, Sułkowice i Zawidów.
- 1973 – Iwonicz-Zdrój, Izbica Kujawska, Jastarnia, Kolonowskie, Nowa Sarzyna, Ogrodzieniec, Pieniężno, Poręba, Sępopol, Sławięcice, Sompolno, Szczyrk, Szczytna i Wojcieszów.
- 1984 – Młynary, Pilawa, Świerzawa i Wąsosz.
- 1986 – Kisielice.
- 1987 – Drzewica, Jelcz-Laskowice, Skała, Tarnogród i Zalewo.
- 1988 – Brusy, Józefów, Nowogród Bobrzański i Ożarów.
- 1989 – Łomianki, Oleszyce i Żukowo.
- 1990 – Golczewo, Kunów, Obrzycko, Sędziszów i Zwierzyniec.
- 1993 – Czarna Woda.
- 1996 – Annopol, Małogoszcz, Narol i Sośnicowice.
- 1997 – Pasym, Radlin, Siechnice, Skępe i Świątniki Górne.
- 1998 – Ciężkowice, Miłakowo, Miłomłyn, Piotrków Kujawski i Radzionków.
- 2000 – Czchów, Kosów Lacki, Nekla, Prusice i Tyszowce.
- 2001 – Halinów, Koprzywnica, Krzanowice i Ryglice.
- 2003 – Tarczyn.
- 2004 – Dziwnów i Prószków.
- 2005 – Olszyna.
- 2006 – Rzgów i Zakliczyn.
- 2007 – Daleszyce i Wojnicz.
- 2008 – Boguchwała.
- 2009 – Bobowa, Brzostek, Krynki, Michałowo i Szczucin.
- 2010 – Kołaczyce, Łaszczów, Przecław, Radłów, Szepietowo i Tychowo.
- 2011 – Czyżew, Gościno, Nowe Brzesko, Pruchnik i Wolbórz.
- 2014 – Dobrzyca, Modliborzyce, Mrozy, Stepnica i Zaklików.
- 2015 – Chocz i Stopnica.
- 2016 – Jaraczewo, Lubycza Królewska, Siedliszcze i Urzędów.
- 2017 – Mielno, Morawica, Opatówek i Rejowiec.
- 2018 – Józefów nad Wisłą, Łagów, Otyń, Radoszyce, Sanniki, Tułowice i Wiślica.
- 2019 – Koszyce, Lubowidz, Nowa Słupia, Nowy Korczyn, Oleśnica, Opatowiec, Pacanów, Pierzchnica, Szydłów i Wielbark.
- 2020 – Czerwińsk nad Wisłą, Klimontów, Lututów i Piątek.
- 2021 – Budzyń, Dubiecko, Goraj, Kamieniec Ząbkowicki, Kamionka, Koźminek, Sochocin, Solec nad Wisłą, Wiskitki i Wodzisław.
- 2022 – Bolimów, Cegłów, Iwaniska, Izbica, Jedlnia-Letnisko, Kaczory, Lutomiersk, Nowe Miasto, Olsztyn i Pruszcz.
- 2023 – Bodzanów, Czarny Dunajec, Dąbrowice, Jadów, Jastrząb, Jeżów, Książ Wielki, Latowicz, Łopuszno, Miasteczko Krajeńskie, Miękinia, Piekoszów, Rozprza, Ujazd i Włodowice.
- 2024 – Białaczów, Bircza, Bobrowniki, Bogoria, Bolesławiec, Brody, Ciepielów, Czemierniki, Dobre, Gąsawa, Gielniów, Głowaczów, Gowarczów, Grabów, Inowłódz, Jawornik Polski, Kiernozia, Kikół, Maciejowice, Magnuszew, Mieścisko, Odrzywół, Osieck, Osjaków, Parzęczew, Piszczac, Przyrów, Przytyk, Rychtal, Siennica, Sienno, Strzeleczki, Turobin i Żarnów.
- 2025 –  Kazanów, Kobylnica, Końskowola, Kurów, Sobków, Wąwolnica i Zaniemyśl.

## Wydarzenia na świecie
- 4713 p.n.e – Początek ery Scaligera (daty juliańskiej), obliczony przez francuskiego uczonego Josepha Scaligera w 1583 roku.
- 45 p.n.e. – Początek biegu kalendarza juliańskiego, wprowadzonego przez Juliusza Cezara.
- 193 – Pertynaks został cesarzem rzymskim.
- 898 – Karol III Prostak został królem Francji.
- 1001 – (lub 25 grudnia 1000) Stefan I Święty został koronowany na pierwszego króla Węgier.
- 1294 – Jan XII został patriarchą Konstantynopola.
- 1438 – Albrecht II Habsburg został koronowany na króla Węgier.
- 1492 – W bitwie pod Preszowem wojska króla Czech i nowo wybranego króla Węgier Władysława Jagiellończyka pokonały wojska jego brata, królewicza Jana Olbrachta. W wyniku starcia zginęło około 500 Polaków. Konflikt pomiędzy Jagiellonami spowodowany był rywalizacją o koronę węgierską po śmierci króla Węgier Macieja Korwina.
- 1501 – Umowna data zmiany nazwy najstarszych druków z inkunabułów na paleotypy.
- 1502 – Pierwsza portugalska wyprawa dotarła do zatoki Guanabara nad którą dzisiaj leżą miasta Rio de Janeiro i Niterói.
- 1515 – Franciszek I Walezjusz został królem Francji.
- 1523 – Po kapitulacji 22 grudnia przed wojskami osmańskimi, joannici wraz z kilkoma tysiącami mieszkańców opuścili Rodos, kierując się na Kretę.
- 1537 – W katedrze Notre Dame w Paryżu król Szkocji Jakub V poślubił księżniczkę francuską Magdalenę Walezjuszkę.
- 1582 – We Francji, Włoszech i Hiszpanii wprowadzono kalendarz gregoriański.
- 1586 – Wojna angielsko-hiszpańska: wojska angielskie zdobyły Santo Domingo.
- 1651 – Karol II Stuart został koronowany na króla Szkocji.
- 1652 – W Schweinfurcie założono Niemiecką Akademię Przyrodników Leopoldina (obecnie z siedzibą w Halle).
- 1661 – Janos Kemeny został ogłoszony księciem Siedmiogrodu.
- 1678 – W Turynie założono pierwszą na świecie Akademię Wojskową (obecnie z siedzibą w Modenie).
- 1683 – Brandenburski kolonizator Otto Friedrich von der Groeben rozpoczął budowę Fortu Groß Friedrichsburg na Złotym Wybrzeżu (obecnie Ghana).
- 1688 – Ceuta przeszła spod panowania portugalskiego pod hiszpańskie.
- 1707 – Jan V Wielkoduszny został koronowany na króla Portugalii.
- 1739 – Francuski żeglarz Jean-Baptiste Charles Bouvet odkrył Wyspę Bouveta na południowym Atlantyku.
- 1781 – Nad rzeką Severn w angielskim hrabstwie Shropshire otwarto pierwszy żelazny most na świecie Iron Bridge.
- 1788 – Ukazało się pierwsze wydanie brytyjskiego dziennika „The Times”.
- 1800 – Utworzono Holenderskie Indie Wschodnie (obecnie Indonezja).
- 1801:
  - Królestwo Irlandii wcielono do Królestwa Wielkiej Brytanii, tworząc Zjednoczone Królestwo Wielkiej Brytanii i Irlandii.
  - Włoski astronom Giuseppe Piazzi odkrył pierwszą planetoidę (1) Ceres (od 2006 roku planeta karłowata).
- 1804 – Jean-Jacques Dessalines ogłosił niepodległość Haiti (od Francji).
- 1806:
  - Księstwa Bawarii i Wirtembergii zostały przekształcone w królestwa.
  - Na mocy dekretu Napoleona Bonapartego zniesiono francuski kalendarz rewolucyjny, przywracając kalendarz gregoriański.
- 1808 – W USA zakazano przywozu niewolników.
- 1814 – VI koalicja antyfrancuska: prusko-rosyjska Armia Śląska i austriacko-niemiecko-rosyjska Armia Czeska przekroczyły Ren i rozpoczęły koncentryczny marsz na Paryż.
- 1818:
  - III wojna z Imperium Marathów(inne języki): zwycięstwo wojsk brytyjskich w bitwie pod Koregaon(inne języki) w Indiach.
  - Chile ogłosiło niepodległość (od Hiszpanii).
- 1822 – Proklamowano niepodległość Pierwszej Republiki Greckiej (od Imperium Osmańskiego).
- 1824 – Przyszły prezydent USA James Polk poślubił Sarę Childress.
- 1833 – Wielka Brytania objęła zwierzchnictwo nad Falklandami.
- 1834 – Powstał Niemiecki Związek Celny.
- 1837 – Trzęsienie ziemi w Galilei zabiło ponad 6 tys. osób.
- 1842 – I wojna brytyjsko-afgańska: dowódca wojsk brytyjskich gen. William Elphinstone podpisał w Kabulu akt kapitulacji przed księciem Akbarem Chanem.
- 1846 – Wobec zniesienia przez rząd meksykański autonomii Jukatanu ogłosił on ponownie niepodległość.
- 1851 – Oficjalnie rozpoczęła służbę papieska Gwardia Palatyńska.
- 1860 – Paryż został podzielony na 20 dzielnic.
- 1863 – Prezydent USA Abraham Lincoln zniósł niewolnictwo na terenie Konfederacji Południa.
- 1873 – W Japonii wprowadzono kalendarz gregoriański.
- 1889 – Całkowite zaćmienie Słońca widoczne nad północnym Pacyfikiem, USA i Kanadą.
- 1890:
  - Po raz pierwszy w meczu piłkarskim użyto bramek z siatką (mecz Bolton Wanderers F.C.-Nottingham Forest F.C.)
  - Założono Uniwersytet Tasmański.
- 1891:
  - Ignacio Chávez López(inne języki) został prezydentem Nikaragui.
  - Otwarto Starý most w Bratysławie.
  - W Niemczech wprowadzono pierwsze na świecie emerytury.
- 1893 – Ukazało się pierwsze wydanie holenderskiego dziennika „De Telegraaf”.
- 1899 – Zgodnie z postanowieniami traktatu paryskiego, podpisanego 10 grudnia, poprzedniego roku, Hiszpania oficjalnie przekazała Kubę, pod zwierzchnictwo Stanów Zjednoczonych.
- 1901:
  - Nigeria została objęta protektoratem brytyjskim.
  - Powstał Związek Australijski.
- 1902 – Powstały Szwajcarskie Koleje Federalne (SBB-CFF-FFS).
- 1908 – Uruchomiono linię telefoniczną Mińsk-Borysów.
- 1914 – Na Florydzie uruchomiono pierwszą linię lotniczą regularnie przewożącą pasażerów.
- 1915 – I wojna światowa: 547 osób zginęło na kanale La Manche po storpedowaniu brytyjskiego pancernika HMS „Formidable”(inne języki) przez niemieckiego U-Boota U-24.
- 1917 – Emiliano Chamorro Vargas został prezydentem Nikaragui.
- 1919:
  - Proklamowano Białoruską SRR.
  - Założono Komunistyczną Partię Niemiec.
- 1921 – Diego Manuel Chamorro Bolaños został prezydentem Nikaragui.
- 1922 – Do Pragi przyłączono 37 okolicznych miejscowości.
- 1925 – Carlos José Solórzano został prezydentem Nikaragui.
- 1926 – Rozpoczęło nadawanie Radio Irlandzkie.
- 1929:
  - José María Moncada został prezydentem Nikaragui.
  - Założono Narodową Akademię Nauk Białorusi w Mińsku.
- 1931 – Założono brazylijski klub piłkarski EC Bahia.
- 1933 – Juan Bautista Sacasa został prezydentem Nikaragui.
- 1934:
  - Rozpoczęło działalność więzienie o zaostrzonym rygorze na wyspie Alcatraz pod San Francisco.
  - W III Rzeszy wszedł w życie dekret o sterylizacji.
- 1935 – Wilhelm Canaris został szefem niemieckiego wywiadu wojskowego – Abwehry.
- 1937 – Anastasio Somoza García został prezydentem Nikaragui.
- 1940:
  - Ogłoszono powszechną mobilizację w Wielkiej Brytanii.
  - Wojna zimowa: rozpoczęła się bitwa na drodze Raate.
- 1942:
  - Front wschodni: w trakcie kontrofensywy spod Moskwy radziecka 39. armia doszła do Rżewa, 29. armia zdobyła Staricę, a 22. armia dotarła do Wołgi w rejonie Rżewa.
  - Jednostki armii filipińskiej zorganizowały obronę na linii Borac-Guagua, osłaniającej odwrót na półwysep Bataan.
  - Zahamowano na pewien czas japońską ofensywę na Malajach (Indochiny).
- 1945:
  - Front zachodni: w odwecie za zamordowanie 84 jeńców amerykańskich w belgijskim Malmedy kilkanaście dni wcześniej, żołnierze amerykańskiej 11. Dywizji Pancernej rozstrzelali w wiosce Chenogne(inne języki) 80 jeńców niemieckich; Luftwaffe przeprowadziła operację „Bodenplatte”, która była ostatnią próbą Niemców zdobycia przewagi w powietrzu na froncie zachodnim.
  - Wojna na Pacyfiku: amerykańska 8. Armia rozpoczęła oczyszczanie filipińskiej wyspy Leyte z pozostających tam japońskich żołnierzy.
- 1947:
  - Strefy okupacyjne w Niemczech (brytyjską i amerykańską) połączono w jeden obszar gospodarczy zwany Bizonią.
  - Gradobicie w Sydney.
- 1951 – W Chicago uruchomiono pierwszą telewizję kablową liczącą 300 abonentów.
- 1956 – Sudan uzyskał niepodległość (od Egiptu i Wielkiej Brytanii).
- 1959 – Kubańscy rewolucjoniści pod wodzą Fidela Castro obalili dyktatora Fulgencia Batistę.
- 1960:
  - Kamerun uzyskał niepodległość (od Francji).
  - Przeprowadzono denominację franka francuskiego w stosunku 100:1.
- 1962 – Samoa Zachodnie uzyskało niepodległość (od Nowej Zelandii).
- 1964 – Powstała Organizacja Wyzwolenia Palestyny.
- 1966 – Jean-Bédel Bokassa po obaleniu Davida Dacko objął stanowisko prezydenta Republiki Środkowoafrykańskiej.
- 1969:
  - Czechosłowacja stała się federacją, powstały Czechy i Słowacja
  - Premiera 1. odcinka radzieckiego serialu animowanego Wilk i Zając.
- 1970 – Rozpoczęła się Epoka Uniksa.
- 1971 – W USA wprowadzono zakaz reklamowania papierosów w telewizji.
- 1972 – Austriak Kurt Waldheim został sekretarzem generalnym ONZ.
- 1973 – Dania, Irlandia i Wielka Brytania przystąpiły do EWG.
- 1974 – Lecący z Bolonii Fokker F28 należący do Aerolinee Itavia rozbił się podczas podchodzenia do lądowania w Turynie, w wyniku czego zginęło 38 spośród 42 osób na pokładzie.
- 1976:
  - Luksemburg objął prezydencję w Radzie Unii Europejskiej.
  - W katastrofie Boeinga 720-023B w Al-Kajsuma zginęło 81 osób.
- 1977 – Czechosłowaccy intelektualiści opublikowali manifest Karta 77, w którym domagali się przestrzegania praw człowieka przez komunistyczne władze.
- 1978 – W katastrofie indyjskiego Boeinga 747 na Morzu Arabskim zginęło 190 pasażerów i 23 członków załogi.
- 1979 – USA i ChRL nawiązały stosunki dyplomatyczne.
- 1980 – 71 osób zginęło, a około 400 zostało rannych w wyniku trzęsienia ziemi na portugalskim archipelagu Azory.
- 1981:
  - Abdou Diouf został prezydentem Senegalu.
  - Grecja przystąpiła do EWG.
- 1982 – Peruwiańczyk Javier Pérez de Cuéllar został sekretarzem generalnym ONZ.
- 1984 – Brunei uzyskało niepodległość (od Wielkiej Brytanii).
- 1986 – Hiszpania i Portugalia przystąpiły do EWG.
- 1988 – Został założony niemiecki zespół muzyczny Milli Vanilli.
- 1992 – Egipcjanin Butrus Butrus Ghali został sekretarzem generalnym ONZ.
- 1993 – Czechosłowacja rozpadła się na dwa odrębne niepodległe państwa – Czechy i Słowację.
- 1994:
  - W życie wszedł Północnoamerykański Układ o Wolnym Handlu (NAFTA).
  - Zapatystowska Armia Wyzwolenia Narodowego rozpoczęła antyrządowe powstanie w meksykańskim stanie Chiapas.
- 1995:
  - Austria, Finlandia i Szwecja przystąpiły do UE.
  - Fernando Henrique Cardoso został prezydentem Brazylii.
  - Rozpoczęła działalność Światowa Organizacja Handlu (WTO).
- 1997 – Ghańczyk Kofi Annan został sekretarzem generalnym ONZ.
- 1999 – Początek rozliczania się w euro w transakcjach bezgotówkowych w krajach UE.
- 2000:
  - Wbrew wcześniejszym obawom problem roku 2000 był nieomal nieodczuwalny.
  - W Czechach przeprowadzono reformę administracyjną. W miejsce dotychczasowych siedmiu krajów i Pragi, powołano trzynaście nowych i Pragę, „stare” kraje nie przestały jednak funkcjonować, stając się tzw. okręgami terytorialnymi dla różnych instytucji państwowych.
- 2002 – Wprowadzono walutę euro w obrocie gotówkowym w większości UE.
- 2003 – Luiz Inácio Lula da Silva został prezydentem Brazylii.
- 2006 – FIFA: zgodnie ze swym wnioskiem Australia przeniesiona została z Konfederacji Piłkarskiej Oceanii (OFC) do Azjatyckiej Konfederacji Piłkarskiej (AFC).
- 2007:
  - 102 osoby zginęły w katastrofie lotu Adam Air 574 w Indonezji.
  - Bułgaria i Rumunia przystąpiły do UE.
  - Koreańczyk Ban Ki-moon został sekretarzem generalnym ONZ.
  - Słowenia przystąpiła do strefy euro.
- 2008 – Cypr i Malta przystąpiły do strefy euro.
- 2009:
  - Słowacja przystąpiła do strefy euro.
  - W wyniku pożaru klubu nocnego w stolicy Tajlandii Bangkoku zginęło 66 osób, ponad 200 odniosło rany.
- 2010 – W samobójczym zamachu bombowym w wiosce Szah Hassan Chan w północnym Pakistanie zginęło 99 osób, a ponad 100 zostało rannych.
- 2011:
  - Dilma Rousseff została pierwszą kobietą-prezydentem Brazylii.
  - Estonia przystąpiła do strefy euro.
- 2012 – Weszła w życie nowa konstytucja Węgier.
- 2014 – Łotwa przystąpiła do strefy euro.
- 2015:
  - Litwa przystąpiła do strefy euro.
  - Zainaugurowała działalność Euroazjatycka Unia Gospodarcza.
- 2016 – We Francji wprowadzono nowy podział administracyjny.
- 2017:
  - 56 więźniów zginęło w wyniku buntu i zamieszek w więzieniu w brazylijskim Manaus.
  - Portugalczyk António Guterres został sekretarzem generalnym ONZ.
  - W zamachu na klub nocny w Stambule zginęło 39 osób, a 69 zostało rannych.
- 2020 – W pożarze małpiarnii w ogrodzie zoologicznym w niemieckim Krefeld zginęło ponad 50 małp.
- 2022 – W Austrii zalegalizowano eutanazję.
- 2023:
  - Chorwacja przystąpiła do strefy euro.
  - Inwazja Rosji na Ukrainę: o północy w Makiejewce w obwodzie donieckim w wyniku ataków rakietowych ukraińskiej artylerii M142 HIMARS zniszczony został budynek szkoły zawodowej nr. 19, która według źródeł ukraińskich była wykorzystywana jako koszary dla 700 żołnierzy rosyjskich oraz jako skład amunicji. Według źródeł ukraińskich zginęło ok. 400 rosyjskich żołnierzy, a ok. 300 zostało rannych.
- 2024:
  - 241 osób zginęło, a 1296 zostało rannych w trzęsieniu ziemi o magnitudzie 7,6, które nawiedziło półwysep Noto w prefekturze Ishikawa na japońskiej wyspie Honsiu.
  - Succès Masra został premierem Czadu.
- 2025 – Rumunia i Bułgaria stały się pełnoprawnymi członkami Strefy Schengen.

## Urodzili się
- 766 – Ali ar-Rida(inne języki), imam szyicki (zm. 818)
- 909 – Ar-Radi, dwudziesty kalif Abbasydów (zm. 940)
- 1394 – Ikkyū Sōjun, japoński mistrz zen, poeta, malarz (zm. 1481)
- 1414 – (lub 1405) Leonardo Mansueti, włoski duchowny katolicki, generał zakonu dominikanów, teolog (zm. 1480)
- 1424 – Ludwik IV Łagodny, elektor Palatynatu Reńskiego (zm. 1449)
- 1431 – Aleksander VI, papież (zm. 1503)
- 1449 – Wawrzyniec Wspaniały, władca Florencji (zm. 1492)
- 1467 – Zygmunt I Stary, król Polski (zm. 1548)
- 1470 – Magnus I, książę saski na Lauenburgu (zm. 1543)
- 1484 – Huldrych Zwingli, szwajcarski kaznodzieja, teolog, działacz reformacji (zm. 1531)
- 1504 – Kaspar Cruciger Starszy, niemiecki duchowny i teolog luterański (zm. 1548)
- 1511 – Henryk Tudor, książę Kornwalii (zm. 1511)
- 1516 – Małgorzata Leijonhufvud, królowa Szwecji (zm. 1551)
- 1526 – Ludwik Bertrand, hiszpański dominikanin, święty (zm. 1581)
- 1527 – Wojciech Sędziwój Czarnkowski, polski szlachcic, polityk (zm. 1578)
- 1550 – Klara, księżniczka Brunszwiku-Lüneburga, księżna Anhalt-Zerbst i księżna pomorska (zm. 1598)
- 1554 – Ludwik III, książę Wirtembergii (zm. 1593)
- 1557 – Stefan Bocskay, książę Siedmiogrodu (zm. 1606)
- 1622 – Isaac Sweers, holenderski admirał (zm. 1673)
- 1623 – Maria Petyt, flamandzka tercjarka karmelitańska, mistyczka, Służebnica Boża (zm. 1677)
- 1628 – Christoph Bernhard, niemiecki kompozytor (zm. 1692)
- 1632:
  - (lub 1631) Katherine Philips, angielska poetka, tłumaczka (zm. 1664)
  - Ulrich von Werdum, niemiecki dyplomata, pamiętnikarz (zm. 1681)
- 1638:
  - Antoinette Des Houlières, francuska pisarka (zm. 1694)
  - Go-Sai, cesarz Japonii (zm. 1685)
- 1648 – Elkanah Settle, angielski poeta, dramaturg (zm. 1724)
- 1655 – Christian Thomasius, niemiecki filozof (zm. 1728)
- 1658 – Baltazar Wilksycki, polski duchowny katolicki, biskup pomocniczy poznański (zm. 1729)
- 1664 – Alvise Pisani, doża Wenecji (zm. 1741)
- 1677 – François Joseph Lagrange-Chancel(inne języki), francuski dramaturg, satyryk (zm. 1758)
- 1678 – Franz Ferdinand Kinsky, austriacki arystokrata, dyplomata, polityk (zm. 1741)
- 1685 – Teresa Lubomirska, polska księżna (zm. 1712)
- 1697 – Antonio Galli Bibiena, włoski architekt, scenograf, malarz (zm. 1774)
- 1702 – Stefan Maciej Szołdrski, polski szlachcic, polityk (zm. 1737)
- 1714 – Kristijonas Donelaitis, litewski duchowny luterański, poeta (zm. 1780)
- 1735 – Paul Revere, amerykański złotnik, grafik, przedsiębiorca, uczestnik wojny o niepodległość USA (zm. 1818)
- 1720 – Johann Christoph Altnikol, niemiecki kompozytor (zm. 1759)
- 1745:
  - Wincenty Maria Strambi, włoski duchowny katolicki, biskup Maceraty i Tolentino, pasjonista, święty (zm. 1824)
  - Anthony Wayne, amerykański polityk, żołnierz (zm. 1796)
- 1750 – Frederick Muhlenberg, amerykański polityk (zm. 1801)
- 1752 – Betsy Ross, amerykańska szwaczka, bohaterka wojny o niepodległość USA (zm. 1836)
- 1754 – August F. Globensky, polski lekarz, aptekarz, pionier polskiego osadnictwa w Kanadzie (zm. 1830)
- 1757 – John Milledge, amerykański polityk, senator (zm. 1818)
- 1767 – Maria Edgeworth, angielsko-irlandzka pisarka (zm. 1849)
- 1771 – Georges Cadoudal, francuski przywódca szuanów (zm. 1804)
- 1774:
  - André Marie Constant Duméril, francuski zoolog (zm. 1860)
  - Pietro Giordani, włoski pisarz (zm. 1848)
- 1778 – Charles Alexandre Lesueur, francuski marynarz, naturalista, rysownik, odkrywca (zm. 1846)
- 1785 – John Oxley, brytyjski żeglarz, odkrywca, urzędnik kolonialny (zm. 1828)
- 1786 – Dixon Denham, brytyjski żeglarz, odkrywca (zm. 1828)
- 1787:
  - Daniel Latussek, niemiecki duchowny katolicki, biskup pomocniczy wrocławski (zm. 1857)
  - Domenico Quaglio Młodszy, niemiecki malarz, grawer, scenograf pochodzenia włoskiego (zm. 1837)
- 1791 – Ernst Meyer, niemiecki lekarz, botanik (zm. 1858)
- 1799:
  - Wilhelm Eisenlohr, niemiecki fizyk (zm. 1872)
  - Jean Baptiste Robineau-Desvoidy, francuski lekarz, entomolog (zm. 1857)
  - Andrzej Towiański, polski mistyk, filozof, prawnik (zm. 1878)
- 1800:
  - Filipina Brzezińska, polska kompozytorka, pianistka (zm. 1886)
  - Leon Goldstand, polski bankier pochodzenia żydowskiego (zm. 1858)
- 1803 – Rudolf Keyser, norweski historyk (zm. 1864)
- 1806 – Lionel Kieseritzky, niemiecki szachista (zm. 1853)
- 1809 – Gustaw Zieliński, polski pisarz, uczestnik powstania listopadowego (zm. 1881)
- 1811:
  - Paweł Darasz, polski lekarz, działacz niepodległościowy oraz powstaniec listopadowy (zm. 1872)
  - Thomas Blizard Curling, brytyjski chirurg (zm. 1888)
  - Tytus Trzecieski, polski szlachcic, filozof, ziemianin, przedsiębiorca, działacz niepodległościowy (zm. 1878)
- 1814 – Hong Xiuquan, chiński działacz religijny, przywódca powstania tajpingów (zm. 1864)
- 1815 – Charles Bernard Renouvier, francuski filozof (zm. 1903)
- 1819:
  - Arthur Hugh Clough, brytyjski poeta (zm. 1861)
  - Philip Schaff, szwajcarski teolog protestancki, historyk chrześcijaństwa (zm. 1893)
- 1823:
  - Manuel Baquedano, chilijski generał (zm. 1897)
  - Sándor Petőfi, węgierski poeta (zm. 1849)
- 1824 – Albert Parlow, niemiecki kompozytor i muzyk wojskowy (zm. 1888)
- 1828 – Atanazy (Parchomowicz), rosyjski biskup prawosławny (zm. 1910)
- 1830:
  - Paul Hamilton Hayne, amerykański poeta (zm. 1886)
  - (lub 1 czerwca) François de Rochebrune, francuski wojskowy, generał w powstaniu styczniowym (zm. 1870)
- 1832 – Iwan Wyszniegradski, rosyjski teoretyk automatyki, polityk, minister finansów (zm. 1895)
- 1836 – Zygmunt Padlewski, polski generał, uczestnik powstania styczniowego, członek Tymczasowego Rządu Narodowego (zm. 1863)
- 1837 – Aleksandra Janiszewska, polska uczestniczka powstania styczniowego (zm. 1932)
- 1841 – Jovan Avakumović, serbski prawnik, polityk, premier Serbii (zm. 1928)
- 1849 – Teresa Manganiello, włoska zakonnica, błogosławiona (zm. 1876)
- 1850 – Antoni Barański, polski lekarz, weterynarz (zm. 1915)
- 1852 – Mieczysław Łazarski, polski matematyk, geodeta, wykładowca akademicki (zm. 1930)
- 1853 – Adam Skrzyński, polski hrabia, ziemianin, polityk (zm. 1905)
- 1854 – James George Frazer, szkocki antropolog społeczny, filolog, historyk religii (zm. 1941)
- 1857 – Tadeusz Kossak, polski major kawalerii, działacz społeczny (zm. 1935)
- 1858:
  - Nikołaj Brżozowski, rosyjski generał-lejtnant (zm. po 1930)
  - Hermann Oppenheim, niemiecki neurolog (zm. 1919)
  - Henryk Rauchinger, polsko-austriacki malarz pochodzenia żydowskiego (zm. 1942?)
- 1860:
  - Michele Lega, włoski kardynał, wysoki urzędnik Kurii Rzymskiej (zm. 1935)
  - Timothy O’Connor, nowozelandzki rugbysta (zm. 1936)
- 1863:
  - Adolf Beck, polski neurofizjolog, wykładowca akademicki pochodzenia żydowskiego (zm. 1942)
  - Rūdolfs Blaumanis, łotewski pisarz, dziennikarz (zm. 1908)
  - Pierre de Coubertin, francuski baron, historyk, działacz sportowy, twórca idei nowożytnych igrzysk olimpijskich, przewodniczący MKOl (zm. 1937)
- 1864:
  - Joseph Bédier, francuski mediewista, pisarz, krytyk literacki (zm. 1938)
  - Qi Baishi, chiński malarz (zm. 1957)
  - Alfred Stieglitz, amerykański fotografik (zm. 1946)
- 1865 – Ignacy Juliusz Rosner, polski prawnik, dziennikarz, urzędnik ministerialny, polityk (zm. 1926)
- 1866:
  - Maurice Couyba, francuski polityk, poeta, krytyk literacki (zm. 1931)
  - Henryk Higier, polski neurolog, psychiatra pochodzenia żydowskiego (zm. 1942)
  - Władysław Lubomirski, polski ziemianin, kompozytor, mecenas sztuki (zm. 1934)
- 1867 – Jeanne Lanvin, francuska projektantka mody (zm. 1946)
- 1868 – Tadeusz Dwernicki, polski podpułkownik, adwokat, działacz niepodległościowy i społeczny (zm. 1946)
- 1870 – Julius Bruckus, litewski lekarz, polityk, działacz mniejszości żydowskiej (zm. 1951)
- 1873 – Mariano Azuela, meksykański rewolucjonista, lekarz i pisarz (zm. 1952)
- 1874:
  - Arthur Chase, brytyjski kolarz torowy (zm. ?)
  - Hugo von Hofmannsthal, austriacki pisarz (zm. 1929)
  - Frank Knox, amerykański dziennikarz, polityk (zm. 1944)
  - Gustave Whitehead, amerykański pilot, konstruktor silników samolotowych pochodzenia niemieckiego (zm. 1927)
- 1876:
  - Ernst Dubke, niemiecki taternik (zm. 1945)
  - Dorota Kłuszyńska, polska działaczka socjalistyczna i społeczna (zm. 1952)
- 1878:
  - Edwin F. Goldman, amerykański kompozytor pochodzenia żydowskiego (zm. 1956)
  - Agner Krarup Erlang, duński matematyk (zm. 1929)
  - Robert Walthour, amerykański kolarz torowy (zm. 1949)
- 1879:
  - Mieczysława Ćwiklińska, polska aktorka (zm. 1972)
  - E.M. Forster, brytyjski pisarz, krytyk literacki (zm. 1970)
  - William Fox, amerykański producent filmowy (zm. 1952)
  - Ernest Jones, walijski psychoanalityk (zm. 1958)
  - Adomas Varnas, litewski malarz, grafik, fotograf (zm. 1979)
- 1880:
  - (lub 1 października lub 1 listopada) Szalom Asz, żydowski pisarz (zm. 1957)
  - Pierre-Marie Gerlier, francuski duchowny katolicki, arcybiskup Lyonu, kardynał (zm. 1965)
- 1881:
  - Marian Palewicz, polski aktor (zm. 1939)
  - Rama VI, król Tajlandii (zm. 1925)
- 1882 – Stanisław Oktawiusz Małachowski, polski generał brygady (zm. 1971)
- 1883:
  - William Donovan, amerykański generał (zm. 1959)
  - Ichirō Hatoyama, japoński polityk, premier Japonii (zm. 1959)
- 1885:
  - Winifred Greenwood, amerykańska aktorka (zm. 1961)
  - James Soutter, brytyjski lekkoatleta, sprinter i średniodystansowiec (zm. 1966)
- 1887:
  - Wilhelm Canaris, niemiecki admirał, szef Abwehry (zm. 1945)
  - Josef Opatoszu, żydowski pisarz (zm. 1954)
- 1888 – John Garand, amerykański konstruktor broni palnej (zm. 1974)
- 1889 – Tadeusz Jarecki, polski dyrygent, kompozytor (zm. 1955)
- 1890:
  - Wasyl Dmytriuk, ukraiński polityk (zm. 1973)
  - Max Gablonsky, niemiecki piłkarz, lekkoatleta, sprinter (zm. 1969)
  - Alice Tissot(inne języki), francuska aktorka (zm. 1971)
- 1891 – Charles Bickford, amerykański aktor (zm. 1967)
- 1892:
  - Artur Rodziński, polski dyrygent (zm. 1958)
  - Manuel Roxas, filipiński polityk, prezydent Filipin (zm. 1948)
- 1893:
  - Georgi Stamatow, bułgarski aktor (zm. 1965)
  - Adolf Stempkowski, polski kapitan marynarki pilot (zm. 1983)
  - Artur Wypochowicz(inne języki), polski działacz antyfaszystowski (zm. 1972)
- 1894:
  - Otto Aasen, norweski skoczek narciarski (zm. 1983)
  - Satyendra Nath Bose, indyjski fizyk (zm. 1974)
- 1895:
  - Placyd García Gilabert, hiszpański franciszkanin, męczennik, błogosławiony (zm. 1936)
  - J. Edgar Hoover, amerykański prawnik, dyrektor FBI (zm. 1972)
- 1896 – Teinosuke Kinugasa, japoński reżyser filmowy (zm. 1982)
- 1897:
  - Ana Aslan, rumuńska lekarka (zm. 1988)
  - Mieczysław Jagoszewski, polski dziennikarz, eseista, poeta, działacz społeczny (zm. 1987)
  - Eugeniusz Małaczewski, polski pisarz (zm. 1922)
  - Bolesław Wydra, polski działacz niepodległościowy (zm. ?)
- 1898 – Viktor Ullmann, austriacki kompozytor, dyrygent pochodzenia żydowskiego (zm. 1944)
- 1899:
  - Antoni Iglewski, polski żołnierz, cichociemny (zm. 1979)
  - Lew Kuleszow, rosyjski reżyser filmowy (zm. 1970)
- 1900:
  - Mieczysław Batsch, polski piłkarz (zm. 1977)
  - Xavier Cugat, hiszpański muzyk (zm. 1990)
  - Mieczysława Mitera-Dobrowolska, polska polonistka, historyczka literatury, nauczycielka akademicka (zm. 1992)[6]
  - Chiune Sugihara, japoński dyplomata (zm. 1986)
- 1901 – Stanisław Tworkowski, polski duchowny katolicki, kapelan, pisarz, działacz endecki (zm. 1999)
- 1902:
  - Hans von Dohnanyi, austriacki funkcjonariusz Abwehry, działacz antynazistowski (zm. 1945)
  - Mieczysława Kowalska, polska klaryska kapucynka, męczennica, błogosławiona (zm. 1941)
- 1904:
  - Antoni Baraniak, polski duchowny katolicki, arcybiskup metropolita poznański (zm. 1977)
  - Mieczysław Bohatkiewicz, polski duchowny katolicki, męczennik, błogosławiony (zm. 1942)
  - Fazal Ilahi Chaudhry, pakistański prawnik, polityk, prezydent Pakistanu (zm. 1982)
- 1905:
  - Stanisław Mazur, polski matematyk. wykładowca akademicki (zm. 1981)
  - Ada Wojcyk, radziecka aktorka filmowa (zm. 1982)
- 1906:
  - Anna Gąsiorowska, polska rolniczka, Sprawiedliwa wśród Narodów Świata (zm. ok. 1970)
  - Frank Stack, kanadyjski łyżwiarz szybki (zm. 1987)
  - Petre Steinbach, rumuński piłkarz, trener pochodzenia niemieckiego (zm. 1996)
- 1907:
  - Kinue Hitomi, japońska wszechstronna lekkoatletka (zm. 1931)
  - Marian Wróbel, polski szachista, kompozytor szachowy (zm. 1960)
- 1908:
  - Henryk Golański, polski inżynier elektryk, dyplomata, polityk (zm. 1995)
  - Kazimiera Moskalówna, polska nauczycielka, działaczka PTTK (zm. 1977)
  - Bill Tapia, amerykański muzyk (zm. 2011)
  - Stanisław Winczewski, polski aktor, reżyser teatralny (zm. 1972)
- 1909:
  - Dana Andrews, amerykański aktor (zm. 1992)
  - Stepan Bandera, ukraiński polityk nacjonalistyczny (zm. 1959)
  - Sylwester Braun, polski fotoreporter, uczestnik powstania warszawskiego (zm. 1996)
- 1910 – Alois Grillmeier, niemiecki duchowny katolicki, jezuita, teolog, kardynał (zm. 1998)
- 1911:
  - Basil Dearden(inne języki), brytyjski reżyser filmowy (zm. 1971)
  - Eduard Prchal, czeski pilot wojskowy (zm. 1984)
  - Roman Totenberg, polski skrzypek, pedagog pochodzenia żydowskiego (zm. 2012)
- 1912:
  - Kim Philby, brytyjski szpieg, współpracownik wywiadu radzieckiego (zm. 1988)
  - Maciej Kononowicz, polski poeta, prozaik, satyryk, tłumacz (zm. 1986)
- 1913 – Shih Kien, chiński aktor (zm. 2009)
- 1914:
  - Adam Czaplewski, polski generał dywizji (zm. 1982)
  - Wanda Mejbaum-Katzenellenbogen, polska biochemik, profesor nauk medycznych (zm. 1986)
  - Zbigniew Ryś, polski podchorąży, żołnierz podziemia, kurier ZWZ i AK (zm. 1990)
- 1915:
  - Zygmunt Augustowski, polski działacz podziemia niepodległościowego i antykomunistycznego (zm. 2008)
  - François Bondy, szwajcarski pisarz, dziennikarz, wydawca (zm. 2003)
  - Branko Ćopić, serbski poeta, prozaik (zm. 1984)
  - Jan Opletal, czeski student (zm. 1939)
  - Józef Światło, polski funkcjonariusz MBP pochodzenia żydowskiego (zm. 1994)
- 1917:
  - Erwin Axer, polski reżyser teatralny, felietonista, pamiętnikarz pochodzenia żydowskiego (zm. 2012)
  - Iza Bieżuńska-Małowist, polska historyk starożytności (zm. 1995)
  - Jule Charney, amerykański meteorolog (zm. 1981)
  - Jan Olechowski, polski poeta, dziennikarz (zm. 1956)
  - Helena Opiełka, polska nauczycielka, harcerka (zm. 1943)[7]
- 1918:
  - Leonardo Ferrulli, włoski pilot wojskowy, as myśliwski (zm. 1943)
  - Willy den Ouden, holenderska pływaczka (zm. 1997)
  - Adam Stachoń, polski duchowny katolicki, malarz (zm. 1999)
  - Leon Szwed, polski poeta, prozaik (zm. 2003)
- 1919:
  - Daniił Granin, rosyjski pisarz (zm. 2017)
  - Rocky Graziano, amerykański bokser pochodzenia włoskiego (zm. 1990)
  - Jan Krzywdziak, polski aktor (zm. 2016)
  - Carole Landis, amerykańska aktorka (zm. 1948)
  - Mieczysław Porzuczek, polski polityk, poseł na Sejm PRL (zm. 2011)
  - J.D. Salinger, amerykański pisarz (zm. 2010)
- 1920:
  - Osvaldo Cavandoli, włoski rysownik (zm. 2007)
  - Gordon Henderson, południowoafrykański konstruktor, kierowca wyścigowy (zm. 1998)
  - Sylwester Przedwojewski, polski aktor (zm. 2015)
  - Barys Rahula, białoruski emigracyjny publicysta i działacz narodowy (zm. 2006)
  - Alfredo Ramos dos Santos, brazylijski piłkarz (zm. 1997)
  - Andrzej Witold Szwarc, polski prawnik (zm. 2016)
- 1921:
  - César Baldaccini, francuski rzeźbiarz (zm. 1998)
  - Regina Bianchi, włoska aktorka (zm. 2013)
  - Clifford Bourland, amerykański lekkoatleta, sprinter (zm. 2018)
  - Stanisław Gustaw Jaster, polski żołnierz AK (zm. 1943)
  - Jean Laurain, francuski polityk (zm. 2008)
  - Alain Mimoun, francuski lekkoatleta, maratończyk (zm. 2013)
  - Zafer Önen, turecki aktor (zm. 2013)
- 1922:
  - (według innych źródeł 1 stycznia 1919) Marek Edelman, polski lekarz kardiolog, uczestnik powstania w getcie warszawskim i powstania warszawskiego pochodzenia żydowskiego (zm. 2009)
  - Zbigniew Haśko, polski polityk, przewodniczący Prezydium MRN Gorzowa Wielkopolskiego (zm. 1990)
  - Andrzej Hiolski, polski śpiewak operowy (baryton) (zm. 2000)
  - Fritz Hollings, amerykański polityk, senator (zm. 2019)
  - Jan Kamiński, polski polityk, poseł na Sejm PRL, minister bez teki (zm. 2016)
  - Witold Kruczek, polski fizyk, tłumacz, wykładowca akademicki, uczestnik powstania warszawskiego (zm. 2024)
  - Mieczysława Moder, polska lekkoatletka, sprinterka i wieloboistka (zm. 2017)
  - Zbigniew Prus-Niewiadomski, polski aktor (zm. 1997)
  - Aleś Saławiej, białoruski poeta emigracyjny (zm. 1978)
  - Jadwiga Siemińska, polska botanik, profesor nauk biologicznych (zm. 2018)
  - Ensio Siilasvuo, fiński generał (zm. 2003)
  - Tadeusz Somogi, polski aktor (zm. 2009)
  - Alois Vogel, austriacki pisarz (zm. 2005)
  - Stanisław Zołociński, polski żołnierz AK, podchorąży, uczestnik powstania warszawskiego (zm. 1944)
- 1923:
  - Barbara Baxley(inne języki), amerykańska aktorka (zm. 1990)
  - Valentina Cortese, włoska aktorka (zm. 2019)
  - Milt Jackson, amerykański wibrafonista jazzowy, kompozytor (zm. 1999)
  - Wyło Radew(inne języki), bułgarski reżyser filmowy (zm. 2001)
  - Ousmane Sembène, senegalski reżyser filmowy, pisarz (zm. 2007)
- 1924:
  - Arthur Danto, amerykański filozof, estetyk, krytyk sztuki, wykładowca akademicki (zm. 2013)
  - Romuald Klekowski, polski biolog, ekolog, wykładowca akademicki (zm. 2015)
  - Jacques Le Goff, francuski historyk. wykładowca akademicki (zm. 2014)
  - Charles Munger, amerykański przedsiębiorca, miliarder, inwestor giełdowy (zm. 2023)
  - Francisco Macías Nguema, gwinejski polityk, prezydent Gwinei Równikowej (zm. 1979)
  - Gen’ichi Taguchi, japoński inżynier, statystyk (zm. 2012)
- 1925:
  - Paulius Antanas Baltakis, litewski duchowny katolicki, franciszkanin, biskup (zm. 2019)
  - Jerzy Lovell, polski pisarz (zm. 1991)
  - Zena Marshall, brytyjska aktorka (zm. 2009)
  - Czesław Mojsiewicz, polski politolog (zm. 2009)
  - Raymond Pellegrin(inne języki), francuski aktor (zm. 2007)
  - Halina Piłatówna, polska aktorka (zm. 2019)
  - Tadeusz Sabara, polski aktor (zm. 2020)
  - Zbigniew Stokowski(inne języki), polski aktor (zm. 2014)
  - Tadeusz Szetela(inne języki), polski duchowny katolicki, prałat (zm. 2008)
  - Andrzej Tylczyński, polski dziennikarz, satyryk, autor tekstów piosenek, tłumacz (zm. 2009)
- 1926:
  - José Manuel Estepa Llaurens, hiszpański duchowny katolicki, biskup pomocniczy madrycki, kardynał (zm. 2019)
  - Kazys Petkevičius, litewski koszykarz (zm. 2008)
  - Leon Weintraub, polski lekarz, działacz społeczności żydowskiej, więzień obozów koncentracyjnych
- 1927:
  - Maurice Béjart, francuski tancerz, choreograf (zm. 2007)
  - Juliusz Łuciuk, polski kompozytor (zm. 2020)
  - Stanisław Miękisz, polski biofizyk, wykładowca akademicki (zm. 2017)
  - Vernon Smith, amerykański ekonomista, wykładowca akademicki, laureat Nagrody Banku Szwecji im. Alfreda Nobla w dziedzinie ekonomii
- 1928:
  - Ryszard Juszkiewicz, polski prawnik, historyk, polityk, senator RP (zm. 2019)
  - Stanisław Ładyka, polski ekonomista, wykładowca akademicki (zm. 2012)
  - Zofia Perczyńska, polska aktorka (zm. 2017)
  - Tadeusz Ryba, polski działacz podziemia antykomunistycznego (zm. 2016)
  - Ernest Tidyman, amerykański pisarz (zm. 1984)
  - Piotr Węglowski, polski pułkownik (zm. 1997)
  - Jerzy Wiśniewski, polski historyk, genealog (zm. 1983)
  - Amoc Zahawi, izraelski biolog ewolucyjny, wykładowca akademicki (zm. 2017)
- 1929:
  - Metin Erksan, turecki reżyser filmowy (zm. 2012)
  - Raffaello Funghini, włoski duchowny katolicki, dziekan Roty Rzymskiej (zm. 2006)
  - Aulis Kallakorpi, fiński skoczek narciarski, skoczek do wody, gimnastyk (zm. 2005)
  - Nicolae Linca, rumuński bokser (zm. 2008)
  - Robert K. Massie, amerykański historyk, pisarz (zm. 2019)
  - Frank Meisler, izraelski rzeźbiarz, architekt (zm. 2018)
  - Haruo Nakajima, japoński aktor (zm. 2017)
  - Zbigniew Nienacki, polski pisarz, dziennikarz (zm. 1994)
- 1930:
  - Zdzisław Cackowski, polski filozof (zm. 2016)
  - Edward Ciupak, polski socjolog, religioznawca (zm. 2011)
  - Andrea Maria Erba, włoski duchowny katolicki, biskup Velletri-Segni (zm. 2016)
  - Barkat Gourad Hamadou, dżibutyjski polityk, premier Dżibuti (zm. 2018)
  - Ty Hardin, amerykański aktor (zm. 2017)
  - Henryk Kukier, polski bokser (zm. 2020)
  - Mahmut Makal, turecki pisarz (zm. 2018)
  - Jan Mariański, polski polityk, przewodniczący Prezydium MRN w Gdyni (zm. 2008)
  - Jerzy Olesiak, polski bobsleista (zm. 2012)
  - Aleksander Rządkowski(inne języki), polski aktor (zm. 2008)
  - Gabriel Wójcik, polski geograf, klimatolog, glacjolog (zm. 2021)
- 1931:
  - Siergiej Adian, rosyjski matematyk pochodzenia ormiańskiego (zm. 2020)
  - Jerzy Ambroziewicz, polski dziennikarz (zm. 1995)
  - Renata Maklakiewicz(inne języki), polska aktorka, poetka, malarka (zm. 1991)
  - Janusz Mirczewski(inne języki), polski aktor (zm. 2004)
- 1932:
  - Lewis John Carlino(inne języki), amerykański reżyser i scenarzysta filmowy (zm. 2020)
  - Ewa K. Kossak(inne języki), polska pisarka
  - Wanda Siemaszko, polska aktorka (zm. 2024)
  - Damian Szojda, polski duchowny katolicki, franciszkanin, biblista (zm. 2011)
  - Andrzej Wójcik, polski ekonomista, polityk, minister handlu zagranicznego
  - Janusz Żełobowski, polski śpiewak operetkowy (zm. 2016)
  - Jan Żurawski, polski zapaśnik, trener (zm. 2023)
- 1933:
  - Ranko Bugarski, serbski językoznawca (zm. 2024)
  - Jeremiah Coffey, australijski duchowny katolicki, biskup Sale (zm. 2014)
  - Mieczysław Kalenik, polski aktor (zm. 2017)
  - Ford Konno, amerykański pływak pochodzenia japońskiego
  - Joe Orton, brytyjski dramaturg, aktor (zm. 1967)
  - Tadeusz Trojanowski, polski zapaśnik (zm. 1997)
- 1934:
  - Mieczysław Chmura, polski hokeista (zm. 1980)
  - Hans Huber, niemiecki bokser (zm. 2024)
  - Zakir Hussain, pakistański hokeista na trawie (zm. 2019)
  - Jerzy Januszewicz, polski aktor (zm. 1992)
  - Henryk Komuniewski, polski kolarz szosowy (zm. 2022)
  - Raúl Eduardo Vela Chiriboga, ekwadorski duchowny katolicki, arcybiskup Quito, kardynał (zm. 2020)
  - Jan Zaciura, polski związkowiec, polityk, poseł na Sejm RP (zm. 2009)
- 1935:
  - Edward Brzostowski, polski polityk, poseł na Sejm RP, działacz sportowy, prezes PZPN (zm. 2020)
  - Sidney Colônia Cunha, brazylijski piłkarz (zm. 2011)
  - Brian G. Hutton, amerykański reżyser filmowy (zm. 2014)
  - Maciej Kijowski, polski operator filmowy (zm. 2017)
  - Hanna Ewa Stańska, polska artystka plastyk, grafik, autorka ekslibrisów (zm. 2017)
- 1936:
  - Adam Augustyn, polski pisarz (zm. 2016)
  - Bohdan Głuszczak, polski aktor reżyser, pedagog (zm. 2016)
  - Zdzisław Góralczyk, polski ekonomista, wykładowca akademicki, dyplomata (zm. 2024)
  - Jerzy Karaszkiewicz, polski aktor (zm. 2004)
  - Mieczysław Ustasiak, polski polityk, senator RP
- 1937:
  - Stanisłau Bahdankiewicz, białoruski ekonomista, wykładowca akademicki
  - Stefan Kępa, polski żużlowiec (zm. 2020)
  - Mirosława Lombardo, polska aktorka
  - Vlatko Marković, chorwacki piłkarz, trener (zm. 2013)
  - Janusz Michałowski, polski aktor
  - Adam Wiśniewski-Snerg, polski pisarz science fiction (zm. 1995)
- 1938:
  - Michael Botmang, nigeryjski polityk (zm. 2014)
  - Stanisław Falkowski, polski duchowny katolicki, działacz opozycji antykomunistycznej (zm. 2025)
  - Carlo Franchi, włoski kierowca wyścigowy (zm. 2021)
  - Frank Langella, amerykański aktor
  - Staņislavs Lugailo, łotewski siatkarz (zm. 2021)
  - Fu’ad Masum, iracki polityk, prezydent Iraku
  - Barbara Radecka, polska aktorka (zm. 2023)
  - Jadwiga Rutkiewicz-Mikulska, polska kostiumolog, scenograf (zm. 1985)
  - Józef Skwark, polski aktor (zm. 2022)
- 1939:
  - Ali Habib Mahmud, syryjski wojskowy, polityk, minister obrony (zm. 2020)
  - Michèle Mercier, francuska aktorka
  - Ryszard Rachwał, polski piłkarz (zm. 2019)
  - Phil Read, brytyjski motocyklista wyścigowy (zm. 2022)
  - Alicja Stoksik, polska malarka (zm. 2011)
  - Ludwik Tomiałojć, polski zoolog, ornitolog, wykładowca akademicki (zm. 2020)
- 1940:
  - Bernd Barleben, niemiecki kolarz torowy
  - Joanna Jędryka, polska aktorka
  - Agnieszka Kowalewska, polska historyk, muzeolog (zm. 2019)
  - Bohdan Likszo, polski koszykarz (zm. 1993)
  - Janina Natusiewicz-Mirer, polska działaczka społeczna (zm. 2010)
  - Anna Prucnal, polska aktorka, piosenkarka
  - László Sáry, węgierski kompozytor, pianista
  - Marek Zembala, polski immunolog, profesor nauk medycznych (zm. 2022)
- 1941:
  - Martin Evans, brytyjski biolog, wykładowca akademicki, laureat Nagrody Nobla
  - Danilo Grassi, włoski kolarz szosowy
  - Roland Grip, szwedzki piłkarz (zm. 2024)
  - Kazimierz Sioma, polski kierownik produkcji filmowej (zm. 2013)
- 1942:
  - Grzegorz (Czirkow), rosyjski duchowny prawosławny, biskup możajski (zm. 2018)
  - Jacek Jarosz, polski aktor (zm. 2009)
  - Bolesława Hodt, polska lekkoatletka, miotaczka
  - Adil Abd al-Mahdi, iracki polityk, premier Iraku
  - Mirosława Maludzińska(inne języki), polska aktorka
  - Jan Marszałek, polski pisarz
  - Country Joe McDonald, amerykański muzyk, członek zespołu Country Joe and the Fish(inne języki)
  - Alassane Ouattara, iworyjski polityk, premier Wybrzeża Kości Słoniowej
  - Kazimierz Pietrzyk, polski polityk, poseł na Sejm RP
  - Zygmunt Ropelewski, polski związkowiec, polityk, senator RP
  - Giennadij Sarafanow, radziecki pułkownik lotnictwa, kosmonauta (zm. 2005)
  - Andrzej Sylwestrzak, polski prawnik, konstytucjonalista, wykładowca akademicki (zm. 2023)
  - Siergiej Szakurow, rosyjski aktor
- 1943:
  - Tadeusz Gołębiewski, polski przedsiębiorca (zm. 2022)
  - Stanley Kamel, amerykański aktor (zm. 2008)
  - Muhammad Mahmud wuld Luli, mauretański generał, polityk, prezydent Mauretanii (zm. 2019)
  - Richard Sennett, amerykański socjolog, wykładowca akademicki
  - Allan Starski, polski scenograf filmowy
  - Wojciech Wójcik, polski reżyser i scenarzysta filmowy (zm. 2018)
- 1944:
  - Franco Agostinelli, włoski duchowny katolicki, biskup Prato
  - Zdzisław Ambroziak, polski siatkarz, dziennikarz sportowy (zm. 2004)
  - Maria Andruszkiewicz(inne języki), polska aktorka
  - Umar al-Baszir, sudański dowódca wojskowy, polityk, prezydent Sudanu
  - Ján Čarnogurský, słowacki prawnik, polityk, premier Słowacji
  - Genowefa Grabowska, polska prawnik, polityk, senator RP, eurodeputowana
  - Abdul Hamid, bangladeski polityk, prezydent Bangladeszu
  - Eloy de la Iglesia(inne języki), hiszpański reżyser filmowy (zm. 2006)
  - Zafarullah Khan Jamali, pakistański polityk, premier Pakistanu (zm. 2020)
  - Czesław Polewiak, polski kolarz szosowy
  - Teresa Torańska, polska dziennikarka, pisarka (zm. 2013)
  - Mati Unt, estoński pisarz, reżyser teatralny (zm. 2005)
- 1945:
  - Victor Ashe, amerykański polityk, dyplomata
  - Alfred Domagalski, polski polityk, poseł na Sejm RP
  - Jim Gordon(inne języki), amerykański perkusista, członek zespołu Derek and the Dominos
  - Jacky Ickx, belgijski kierowca wyścigowy
  - Piotr Jaxa, polski operator filmowy
  - Władysław Miodunka, polski filolog, językoznawca (zm. 2024)
  - Danuta Polak, polska nauczycielka, działaczka związkowa, polityk, poseł na Sejm RP
  - Rüdiger Safranski, niemiecki filozof, literaturoznawca, pisarz
  - Waldemar Sikora, polski nauczyciel, polityk, poseł na Sejm RP
  - Zoltán Varga, węgierski piłkarz (zm. 2010)
  - Piotr Załuski(inne języki), polski reżyser filmowy
- 1946:
  - Janusz Kania, polski duchowny katolicki, historyk, archiwista (zm. 2023)
  - Jan Kozłowski, polski samorządowiec, polityk, eurodeputowany, działacz sportowy
  - Alina Oksza-Orzechowska, polska malarka
  - Rivelino, brazylijski piłkarz
  - Barbara Zakrzewska, polska kompozytorka, muzykolog
  - Jan Ząbik, polski żużlowiec
- 1947:
  - Jon Corzine, amerykański polityk, senator
  - F.R. David, francuski piosenkarz pochodzenia tunezyjskiego
  - Andrzej Kurek, polski fizyk, dziennikarz (zm. 1989)
  - Kazimierz Józef Węgrzyn, polski poeta
- 1948:
  - Ivan Devčić, chorwacki duchowny katolicki, arcybiskup Rijeki
  - Pawieł Graczow, rosyjski generał, polityk (zm. 2012)
  - Ricky Jay, amerykański aktor, pisarz, iluzjonista (zm. 2018)
  - Jan Musiał, polski literaturoznawca, wykładowca akademicki, polityk, senator RP, wojewoda przemyski
  - Jerzy Niemczuk, polski pisarz
  - Andrzej Pastuszek(inne języki), polski pisarz
  - Dick Quax, nowozelandzki lekkoatleta, długodystansowiec (zm. 2018)
  - Samuel Robinson amerykański koszykarz
  - Stanisław Żytkowski, polski prawnik, działacz społeczny, polityk, senator RP (zm. 2022)
- 1949:
  - Vehbi Akdağ, turecki zapaśnik
  - Max Azria(inne języki), tunezyjski projektant mody
  - Témime Lahzami, tunezyjski piłkarz
  - Jauhienij Rouba, białoruski matematyk, fizyk, wykładowca akademicki
  - Piotr Stefaniak(inne języki), polski aktor
  - Borys Tarasiuk, ukraiński polityk, dyplomata
  - Marian Wesołowski, polski profesor nauk rolniczych, polityk, poseł na Sejm RP
- 1950:
  - Morgan Fisher(inne języki), brytyjski muzyk, członek zespołu Mott the Hoople
  - Alberto Jorge, argentyński piłkarz, trener (zm. 2024)
  - Marek Kęsicki, polski wspinacz (zm. 1975)
  - Sławomir Marczewski, polski lekarz, polityk, poseł na Sejm RP (zm. 2024)
  - Deepa Mehta, indyjsko-kanadyjska reżyserka filmowa
  - Janusz Nagórny, polski duchowny katolicki, teolog (zm. 2006)
  - Edward Płonka, polski przedsiębiorca, samorządowiec, polityk, poseł na Sejm RP
- 1951:
  - Małgorzata Chmielewska, polska zakonnica
  - Ewa Długołęcka, polska lekkoatletka, sprinterka
  - Mahamadou Issoufou, nigerski polityk, prezydent Nigru
  - Zenon Łakomy, polski piłkarz ręczny, trener (zm. 2016)
  - Nana Patekar, indyjski aktor
  - Andrzej Siezieniewski, polski dziennikarz radiowy (zm. 2022)
  - José Benedito Simão, brazylijski duchowny katolicki, biskup São Paulo i Assis (zm. 2015)
  - Christine Simon(inne języki), francuska aktorka
  - Hans-Joachim Stuck, niemiecki kierowca wyścigowy
- 1952:
  - Franciszek Adamczyk, polski polityk, poseł na Sejm RP
  - Bożena Adamek, polska aktorka
  - Andrzej Chodubski, polski politolog, wykładowca akademicki (zm. 2017)
  - Iwan Dworny, rosyjski koszykarz (zm. 2015)
  - Marta Fox, polska pisarka
  - Robert Beugré Mambé, iworyjski polityk
  - Mieczysław Woźniak, polski żużlowiec, trener
- 1953:
  - Alpha Blondy, iworyjski muzyk
  - Afonso Dhlakama, mozambicki polityk (zm. 2018)
  - Philippe Douste-Blazy, francuski polityk
  - Zoran Janković, słoweński samorządowiec, burmistrz Lublany
  - Henryk Mażul, polski poeta
  - Zenon Plech, polski żużlowiec, trener (zm. 2020)
- 1954:
  - Ryszard Burski, polski polityk, poseł na Sejm RP
  - Marek Bychawski, polski muzyk, kompozytor (zm. 2010)
  - Andrzej Czapski, polski ekonomista, polityk. samorządowiec, senator RP prezydent Białej Podlaskiej
  - Zbigniew Księski, polski szachista (zm. 2018)
  - Robert Menendez, amerykański polityk, senator
  - Danuta Morel, polska aktorka, piosenkarka
  - Danuta Stankiewicz, polska piosenkarka
- 1955:
  - Alexandru Athanasiu, rumuński prawnik, polityk
  - Mark Bartchak, amerykański duchowny katolicki, biskup Altoony-Johnstown pochodzenia polskiego
  - Teresa Bazała, polska nauczycielka, polityk, poseł na Sejm RP
  - Leszek Korzeniowski, polski przedsiębiorca, polityk, poseł na Sejm RP
  - Stanisław Melski, polski aktor
  - Józef Pietras, polski karateka, trener (zm. 2025)
  - Ivan Šimko, słowacki prawnik, ekonomista, polityk
  - Leszek Świętochowski, polski polityk, poseł na Sejm RP
  - Jesús María Zamora, hiszpański piłkarz
- 1956:
  - Andy Gill, brytyjski gitarzysta rockowy i producent muzyczny, członek zespołu Gang of Four (zm. 2020)
  - Mark Hughes, amerykański przedsiębiorca (zm. 2000)
  - Christine Lagarde, francuska prawnik, polityk
  - Mike Mitchell, amerykański koszykarz (zm. 2011)
  - Mustafa Madih, marokański trener piłkarski (zm. 2018)
  - Sheila McCarthy, kanadyjska aktorka
  - Ziad Rahbani, libański piosenkarz, pianista, kompozytor (zm. 2025)
  - Kōji Yakusho, japoński aktor
- 1957:
  - Kalzeubet Pahimi Deubet, czadyjski ekonomista, przedsiębiorca, polityk, premier Czadu
  - Ewa Kasprzyk, polska aktorka
  - Wołodymyr Kyselow, ukraiński lekkoatleta, kulomiot (zm. 2021)
  - Ewa Siepsiak, polska lekkoatletka, dyskobolka
  - Adam Struzik, polski lekarz, polityk, samorządowiec, marszałek Senatu RP, marszałek województwa mazowieckiego
  - Ramaz Szengelia, gruziński piłkarz (zm. 2012)
  - Ewangelos Wenizelos, grecki polityk
- 1958:
  - Andrzej Chowaniec, polski hokeista
  - Bogdan Dziubiński, polski hokeista
  - Grandmaster Flash, amerykański muzyk, didżej
  - Lisa Germano, amerykańska piosenkarka
  - Wiesław Kaczmarek, polski polityk, poseł na Sejm RP, minister przekształceń własnościowych, gospodarki i skarbu państwa
  - Ramadan Szallah, palestyński ekonomista, sekretarz generalny Palestyńskiego Islamskiego Dżihadu (zm. 2020)
  - Andrzej Zgutczyński, polski piłkarz
- 1959:
  - Azali Assoumani, komoryjski polityk, prezydent Komorów
  - Cevat Güler, turecki piłkarz, trener
  - Panajotis Janakis, grecki koszykarz, trener
  - Ronnie Lester, amerykański koszykarz, działacz klubowy
  - Hubertus Leteng, indonezyjski duchowny katolicki, biskup Ruteng (zm. 2022)
  - Witold Mroziewski, polski piłkarz, trener
  - Michel Onfray, francuski filozof
  - Piotr Pyzik, polski polityk, poseł na Sejm RP
- 1960:
  - Siergiej Danilin, rosyjski saneczkarz (zm. 2021)
  - Antoni Dziemianko, białoruski duchowny katolicki, biskup grodzieński i mińsko-mohylewski
  - Necmi Gençalp, turecki zapaśnik
  - Jarosław Hrycak, ukraiński historyk, wykładowca akademicki
  - Tomasz Karwowski, polski polityk, poseł na Sejm RP (zm. 2018)
  - Krzysztof Peszko, polski artysta fotograf
  - Sławomir Piechota, polski prawnik, polityk, poseł na Sejm RP
  - Shin’ya Tsukamoto, japoński aktor, scenarzysta i reżyser filmowy
  - Aleksiej Wyżmanawin, rosyjski szachista (zm. 2000)
- 1961:
  - Ireneusz Bartniak, polski generał dywizji
  - Antônio Braz Benevente, brazylijski duchowny katolicki, biskup Jacarezinho
  - Ihar Hiermianczuk, białoruski dziennikarz, polityk
  - Saskia Post, amerykańska aktorka (zm. 2020)
  - Umar ar-Razzaz, jordański polityk, premier Jordanii
  - Sven Regener, niemiecki muzyk rockowy, pisarz
  - Mieczysław Struk, polski samorządowiec, marszałek województwa pomorskiego
- 1962:
  - Mo Hayder, brytyjska pisarka (zm. 2021)
  - Dariusz Kobylański, polski koszykarz
  - Konrad Materna, polski piosenkarz, bard, aktor, lalkarz, poeta, pedagog
  - Mieczysław Mularczyk, polski samorządowiec, wójt gminy Przelewice
  - Jarosław Narkiewicz, litewski nauczyciel, samorządowiec, polityk, działacz polskiej mniejszości narodowej
  - Tadeusz Wnuk, polski aktor
  - Nematdżan Zakirow, kirgiski piłkarz, trener
- 1963:
  - Srđan Dragojević, serbski reżyser i scenarzysta filmowy
  - Alberico Evani, włoski piłkarz
  - Jean-Marc Gounon, francuski kierowca wyścigowy
  - Dražen Ladić, chorwacki piłkarz, bramkarz
  - Milan Luhový, słowacki piłkarz
  - Luc Winants, belgijski szachista (zm. 2023)
- 1964:
  - Yunan Tombe Trille Kuku Andali, sudański duchowny katolicki, biskup Al-Ubajjid
  - Moussa Dadis Camara, gwinejski wojskowy, polityk, prezydent Gwinei
  - Ron Gilbert, amerykański programista, autor gier komputerowych
  - Paolo Giulietti, włoski duchowny katolicki, biskup pomocniczy Perugii
  - Arkadiusz Pacholski, polski historyk, prozaik, eseista
  - Carlos Rodríguez, meksykański trener tenisa
- 1965:
  - Lucjan Chrzanowski, polski samorządowiec, prezydent Żyrardowa
  - Jennifer Hale, amerykańska aktorka, piosenkarka pochodzenia kanadyjskiego
  - Małgorzata Handzlik, polska bizneswoman, polityk, eurodeputowana
  - Iwan Krystew, bułgarski politolog, filozof polityki
  - Robert Lubera, polski wokalista, członek zespołu The End
  - Sławomir Najtkowski, polski piłkarz
  - Albert Sánchez Piñol, kataloński pisarz
  - John Sullivan, amerykański polityk
  - Szaban Trstena, macedoński zapaśnik
  - Andrew Valmon, amerykański lekkoatleta, sprinter
- 1966:
  - Ivica Dačić, serbski polityk, premier Serbii
  - Nikołaj Gulajew, rosyjski łyżwiarz szybki
  - Maris Lauri, estońska ekonomistka, polityk
  - Jolanta Leszczyńska, polska szachistka
  - Joachim Mencel, polski pianista jazzowy, kompozytor
  - Joanna Sadkiewicz, polska szachistka
  - Tomasz Solarewicz, polski scenarzysta filmowy (zm. 2016)
- 1967:
  - Juanma Bajo Ulloa(inne języki), hiszpański reżyser filmowy
  - Stefano Bonaccini, włoski polityk, prezydent regionu Emilia-Romania
  - LTJ Bukem, brytyjski muzyk
  - Jacek Bury, polski przedsiębiorca, polityk, senator RP
  - John Digweed, brytyjski didżej, producent muzyczny
  - Tim Dog, amerykański raper (zm. 2013)
  - Allamaye Halina, czadyjski polityk, premier Czadu
  - Ivan Langer, czeski polityk
  - Djalwana Laurent Lompo, nigerski duchowny katolicki, arcybiskup Niamey
  - Sławomir Pacek, polski aktor
  - Ihor Pawluk, ukraiński poeta, prozaik, doktor nauk humanistycznych w zakresie komunikacji społecznej
  - Spencer Tunick, amerykański fotograf
- 1968:
  - Rick J. Jordan, niemiecki muzyk, członek zespołu Scooter
  - Aldona Orman, polska aktorka
  - Davor Šuker, chorwacki piłkarz, działacz piłkarski
  - Robert Znajomski, polski artysta-plastyk, grafik, twórca mail-artów (zm. 2021)
- 1969:
  - Ben Blushi, albański pisarz, polityk
  - Alessandro Bovo, włoski piłkarz wodny
  - Morris Chestnut, amerykański aktor
  - Henryk Jagodziński, polski duchowny katolicki, arcybiskup, nuncjusz apostolski
  - Verne Troyer, amerykański aktor, kaskader (zm. 2018)
  - Viola, brazylijski piłkarz
- 1970:
  - Roberto Álamo, hiszpański aktor
  - Tomasz Bielawiec(inne języki), polski aktor
  - Petr Garabík, czeski biathlonista
  - Markus Gier, szwajcarski wioślarz
  - Siergiej Kirjakow, rosyjski piłkarz
  - Ridley Tsui Po Wah, hongkoński aktor, reżyser filmowy i telewizyjny
- 1971:
  - Rustam Abdullaev, uzbecki piłkarz, trener
  - Sammie Henson, amerykański zapaśnik
  - Bobby Holík, czeski hokeista
  - Michael Malone, amerykański trener koszykarski
  - Maciej Mazur, polski grafik, ilustrator, malarz, rysownik, autor komiksów
  - Bridget Pettis, amerykańska koszykarka
  - Juan Carlos Plata, gwatemalski piłkarz
  - Alexander Pointner, austriacki skoczek narciarski, trener
  - Chris Potter, amerykański jazzowy saksofonista, kompozytor, multiinstrumentalista
  - Radosław Roszkowski, polski samorządowiec, starosta powiatu prudnickiego
  - Jarosław Wasik, polski piosenkarz, bard
- 1972:
  - Ali Abu-Muchammad, dagestański ekstremista islamski (zm. 2015)
  - Catherine McCormack, brytyjska aktorka
  - Alejandro Montecchia, argentyński koszykarz
  - Özlem Özçelik, turecka siatkarka
  - Damian Pietrasik(inne języki), polski operator filmowy
  - Lilian Thuram, francuski piłkarz
  - Jermachan Ybrajymow, kazachski bokser
- 1973:
  - Shelda Bede, brazylijska siatkarka plażowa
  - Danny Lloyd, amerykański aktor
  - Jimi Mistry, brytyjski aktor pochodzenia indyjskiego
- 1974:
  - Krystian Bala, polski podróżnik, pisarz, morderca
  - Piotr Bała, polski aktor, scenarzysta, reżyser
  - Mario Benetton, włoski kolarz torowy
  - Olga Borys, polska aktorka
  - Clare Calbraith, brytyjska aktorka
  - Abbas Hadżdż Kenari, irański zapaśnik
  - Mehdi Ben Slimane, tunezyjski piłkarz
  - Jorgos Teodotu, cypryjski piłkarz
- 1975:
  - Chris Anstey, australijski koszykarz, trener
  - Ajman Auda, izraelski prawnik, polityk narodowości arabskiej
  - Dimitrios Awramis, grecki zapaśnik
  - Sonali Bendre, indyjska aktorka, modelka
  - Joe Cannon, amerykański piłkarz, bramkarz
  - Aleksander Finkel, ukraińsko-izraelski szachista
  - Maria Aleksandra Kalina, polska lekarka pediatra, endokrynolog, diabetolog, genetyk kliniczny (zm. 2019)
  - Leszek Karwowski, polski koszykarz
  - Kevin Koe, kanadyjski curler
  - Robert Luty, polski perkusista, członek zespołu Poluzjanci
  - Rafał Maćkowiak, polski aktor
  - Serhij Nadał, ukraiński urzędnik państwowy, samorządowiec
  - Eiichirō Oda, japoński mangaka
  - Bengt Sæternes, norweski piłkarz
  - Roman Slobodjan, niemiecki szachista
  - Andrij Sybiha, ukraiński dyplomata, urzędnik państwowy
  - Edelmar Zanol, brazylijski judoka
- 1976:
  - Andrzej Andrzejewski, polski aktor
  - Mustafa Doğan, niemiecki piłkarz pochodzenia tureckiego
  - Agnieszka Górska, polska ekonomistka, polityk, poseł na Sejm RP
  - Ikumi Narita, japońska siatkarka
  - Bayram Özdemir, turecki zapaśnik
  - Tank, amerykański piosenkarz, autor piosenek, producent muzyczny
  - Marko Topić, bośniacki piłkarz
- 1977:
  - Mahmadu Alphajor Bah, sierraleoński piłkarz (zm. 2016)
  - Kim Jong-su, północnokoreański strzelec sportowy
  - Hasan Salihamidžić, bośniacki piłkarz
- 1978:
  - Abdelillah Bagui, marokański piłkarz, bramkarz
  - Miłosz Bembinow, polski kompozytor, dyrygent
  - Yohann Diniz, francuski lekkoatleta, chodziarz
  - Anca Heltne, rumuńska lekkoatletka, kulomiotka
  - Philip Mulryne, północnoirlandzki piłkarz, dominikanin
  - Xavier Samin, tahitański piłkarz, bramkarz
  - Tanisha, indyjska aktorka
- 1979:
  - Vidya Balan, indyjska aktorka
  - Maciej Brzoska, polski aktor
  - Brody Dalle, australijska gitarzystka, wokalistka, członkini zespołu The Distillers
  - Gisela, hiszpańska piosenkarka
  - Mohamed Homos, egipski piłkarz
  - Sébastien Huberdeau, kanadyjski aktor
  - Adil Kaouch, marokański lekkoatleta, średniodystansowiec
  - Maroš Kováčik, słowacki trener koszykarski
  - Elias Ntaganda, rwandyjski piłkarz
  - Bahaeddine Rihan, sudański piłkarz, bramkarz
  - Salih Ali as-Samad, jemeński polityk (zm. 2018)
  - Wiaczesław Swiderski, ukraiński piłkarz
- 1980:
  - Katarzyna Bachleda-Curuś, polska łyżwiarka szybka
  - Bombino, nigerski gitarzysta
  - Richie Faulkner, brytyjski gitarzysta, członek zespołu Judas Priest
  - Olivia Ruiz, francuska piosenkarka
- 1981:
  - Jonas Armstrong, irlandzki aktor
  - Mateusz Matyszkowicz, polski filozof, dziennikarz, publicysta
  - Mladen Petrić, chorwacki piłkarz
  - Anna-Karin Strömstedt, szwedzka biegaczka narciarska
- 1982:
  - Egidio Arévalo Ríos, urugwajski piłkarz
  - Radosław Matusiak, polski piłkarz
  - David Nalbandian, argentyński tenisista pochodzenia ormiańsko-włoskiego
  - Agata Trafalska, polska wszechstronna artystka
- 1983:
  - Nkosinathi Joyi, południowoafrykański bokser
  - Alicja Łepkowska-Gołaś, polska polityk, poseł na Sejm RP
  - Elżbieta Mukosiej, polska koszykarka
  - Dominika Sell, polska aktorka
  - Suchanun Viratprasert, tajska tenisistka
  - Melaine Walker, jamajska lekkoatletka, płotkarka
  - Amr Zaki, egipski piłkarz
- 1984:
  - Mahamat Déby Itno, czadyjski wojskowy, przewodniczący Tymczasowej Rady Wojskowej
  - Paolo Guerrero, peruwiański piłkarz
  - Beauty Nazmun Nahar, banglijska lekkoatletka, sprinterka
  - Rubens Sambueza, argentyński piłkarz
  - Fernando San Emeterio, hiszpański koszykarz
  - Chad Timberlake, amerykański koszykarz
  - Yang Jing, chińska lekkoatletka, tyczkarka
  - Saša Zagorac, słoweński koszykarz
- 1985:
  - Dienis Abdullin, rosyjski hokeista
  - Fahed Attal, palestyński piłkarz
  - Jannis Bäcker, amerykański bobsleista
  - Rafael Bastos, brazylijski piłkarz
  - Ibrahima Camara, gwinejski piłkarz pochodzenia sierraleońskiego
  - Jeff Carter, kanadyjski hokeista
  - Steven Davis, północnoirlandzki piłkarz
  - Oscar Gatto, włoski kolarz szosowy
  - Ashley Gorrell, amerykańska aktorka
  - Eyjólfur Héðinsson, islandzki piłkarz
  - Dmytro Hołołobow, ukraiński piłkarz
  - Kalililo Kakonje, zambijski piłkarz, bramkarz
  - Andrij Łewczenko, ukraiński siatkarz, trener
  - Naughty Boy, brytyjski didżej, kompozytor, producent muzyczny pochodzenia pakistańskiego
  - Tiago Splitter, brazylijski koszykarz
  - Radostin Wasilew, bułgarski prawnik, polityk
- 1986:
  - Wiktoria Amelina, ukraińska pisarka (zm. 2023)
  - Pablo Cuevas, urugwajski tenisista
  - Glen Davis, amerykański koszykarz
  - Ivana Isailović, serbska siatkarka
  - Dmitrij Japarow, rosyjski biegacz narciarski
  - Lu Yong, chiński sztangista
  - Julia Mächtig, niemiecka lekkoatletka, wieloboistka
  - Colin Morgan, irlandzki aktor
  - Dashni Murad, holenderska piosenkarka
  - Jean-Philippe Sol, francuski siatkarz
- 1987:
  - Szarif Aszraf, egipski piłkarz
  - Nino Baciaszwili, gruzińska szachistka
  - Gia Coppola, amerykańska aktorka, reżyserka i scenarzystka filmowa, fotografka, projektantka mody
  - Meryl Davis, amerykańska łyżwiarka figurowa
  - Nana Dzagnidze, gruzińska szachistka
  - Patric Hörnqvist, szwedzki hokeista
  - Igor Łysyj, rosyjski szachista
  - Tangat Nöserbajew, kazachski piłkarz
  - Abdullah Omar, bahrajński piłkarz pochodzenia czadyjskiego
  - Serdar Özkan, turecki piłkarz
  - Grzegorz Pająk, polski siatkarz
- 1988:
  - Víctor Ayala, paragwajski piłkarz
  - Christina Bauer, francuska siatkarka
  - Zouheir Dhaouadi, tunezyjski piłkarz
  - Agnieszka Fórmanowska, polska aktorka, architekt
  - Marcel Gecov, czeski piłkarz
  - Guo Weiyang, chiński gimnastyk
  - John Keister, sierraleoński piłkarz
  - Dallas Keuchel, amerykański baseballista
  - Onur Recep Kıvrak, turecki piłkarz, bramkarz
  - Kenrick Monk, australijski pływak
  - Nemanja Nikolić, czarnogórski piłkarz
  - Grzegorz Panfil, polski tenisista
  - Aliyə Qarayeva, azerska gimnastyczka artystyczna
  - Janne Ryynänen, fiński kombinator norweski
  - Romain Sicard, francuski kolarz torowy i szosowy
  - Assimiou Touré, togijski piłkarz
  - Kendall Waston, kostarykański piłkarz
  - Toea Wisil, papuańska lekkoatletka, sprinterka
- 1989:
  - Essaïd Belkalem, algierski piłkarz
  - Felix Drahotta, niemiecki wioślarz
  - Zouhair Feddal, marokański piłkarz
  - Adèle Haenel, francuska aktorka
  - Magdalena Hawryła, polska siatkarka
  - Huey, amerykański raper (zm. 2020)
  - Mercy Moim, kenijska siatkarka
  - Ioana Nemțanu, rumuńska siatkarka
  - Adam Okruaszwili, gruziński judoka
  - Stefan Reinartz, niemiecki piłkarz
  - Tornike Sanikidze, gruziński szachista
  - Marek Strzyżowski, polski hokeista
  - Sabah Szari’ati, irański i azerski zapaśnik
  - Meritzer Williams, lekkoatletka z Saint Kitts i Nevis, sprinterka
- 1990:
  - Natascha Benner, niemiecka lekkoatletka, tyczkarka
  - Julja Gluszko, izraelska tenisistka
  - Rusłan Kambołow, rosyjski piłkarz
  - Ahmad Madania, syryjski piłkarz, bramkarz
  - Ali Maâloul, tunezyjski piłkarz
  - Jonasz Tołopiło, polski aktor
  - Marina Zambelli, włoska siatkarka
- 1991:
  - Abdoulaye Ba, senegalski piłkarz
  - Peter Burling, nowozelandzki żeglarz sportowy
  - Beatrice Gumulya, indonezyjska tenisistka
  - Edyta Kulmaczewska, polska lekkoatletka, wieloboistka
  - Renubala Mahanta, indyjska lekkoatletka, skoczkini w dal
  - Anastasija Mochniuk, ukraińska lekkoatletka, wieloboistka
  - Azamat Mukanow, kazachski judoka
- 1992:
  - Daniił Apalkow, rosyjski hokeista
  - Shane Duffy, irlandzki piłkarz
  - Dean Goosen, południowoafrykański lekkoatleta, oszczepnik
  - He Kexin, chińska gimnastyczka
  - Abd al-Basit as-Sarut, syryjski piłkarz, działacz polityczny (zm. 2019)
  - Jack Wilshere, angielski piłkarz
- 1993:
  - Jon Flanagan, angielski piłkarz
  - Sifan Hassan, holenderska lekkoatletka, biegaczka średnio- i długodystansowa pochodzenia etiopskiego
  - Gamze Kılıç, turecka siatkarka
  - Larry Nance Jr., amerykański koszykarz
  - Julien Palma, francuski kolarz torowy
  - Artemis Spanu, grecka koszykarka
- 1994:
  - Emilie Hegh Arntzen, norweska piłkarka ręczna
  - Benjamin Cavet, francuski narciarz dowolny
  - Mariusz Kozarzewski, polski motoparalotniarz (zm. 2017)
  - David Morgan, australijski pływak
  - Abrar Osman, erytrejski lekkoatleta, długodystansowiec
  - Issiaga Sylla, gwinejski piłkarz
- 1995:
  - Abdulfattah Adam, saudyjski piłkarz
  - Sardar Azmun, irański piłkarz
  - Adam Campbell, angielski piłkarz
  - Shimeket Gugesa, etiopski piłkarz
  - Florijana Ismaili, szwajcarska piłkarka pochodzenia albańskiego (zm. 2019)
  - Jetmir Krasniqi, kosowski piłkarz
  - Jasmine Moser, szwajcarska lekkoatletka, tyczkarka
  - Bryan Róchez, honduraski piłkarz
- 1996:
  - Mahmoud Dahoud, niemiecki piłkarz pochodzenia syryjskiego
  - Dawid Kwiatkowski, polski piosenkarz, bloger
  - Andreas Pereira, brazylijski piłkarz
  - Aleksandra Wańczyk, polska siatkarka
- 1997:
  - Chloé Dygert, amerykańska kolarka torowa i szosowa
  - Abd al-Ilah Harun, katarski lekkoatleta, sprinter (zm. 2021)
- 1998:
  - Sara Ahmed, egipska sztangistka
  - Hussain Al-Azzani, jemeński zapaśnik
  - Mohammed Al-Magherbi, jemeński zapaśnik
  - Mariam Bolkwadze, gruzińska tenisistka
  - Paul Jacobus Botha, południowoafrykański lekkoatleta
  - Cristina Bucșa, hiszpańska tenisistka pochodzenia mołdawskiego
  - Mirlind Daku, kosowski piłkarz
  - Reagan Mabuba, kongijski zapaśnik
  - Dominika Mróz, polska judoczka
  - Muhammad Shaban, ugandyjski piłkarz
- 1999:
  - Tatiana Andreoli, włoska łuczniczka
  - Benjamin Goller, niemiecki piłkarz
  - Abukar Mohamed, somalijski piłkarz
  - Gianluca Scamacca, włoski piłkarz
- 2000:
  - Jekatierina Aleksandrowska, rosyjska łyżwiarka figurowa (zm. 2020)
  - Kobe Brown, amerykański koszykarz
  - Ice Spice, amerykańska raperka, piosenkarka pochodzenia dominikańskiego
  - Bonheur Mugisha, rwandyjski piłkarz
  - Boško Šutalo, chorwacki piłkarz
  - Ben Wang, amerykański aktor
- 2001:
  - Angourie Rice, australijska aktorka
  - Randolph Ross, amerykański lekkoatleta, sprinter
- 2002:
  - Ana Puljiz, chorwacka judoczka
  - Wiktoria Sobiech, polska koszykarka
  - Tusse, kongijsko-szwedzki piosenkarz
- 2003:
  - Naomi Bashkansky, amerykańska szachistka
  - Emre Mutlu, turecki zapaśnik
  - Giada Tomaselli, włoska skoczkini narciarska
- 2004:
  - Lamine Camara, senegalski piłkarz
  - Amit Elor, amerykańska zapaśniczka
  - Román Vega, argentyński piłkarz
- 2006 – Zhang Jin, chińska zapaśniczka
- 2007:
  - Adrian Przyborek, polski piłkarz
  - Bulcsú Révész, węgierski snookerzysta
  - Maria Siekańska, polska szachistka
  - Ian Subiabre, argentyński piłkarz pochodzenia chilijskiego

## Zmarli
- 138 – Cejoniusz Kommodus, cesarz rzymski (ur. ?)
- 379 – Bazyli Wielki, grecki duchowny katolicki, biskup Cezarei, doktor Kościoła (ur. ok. 330)
- 404 – (lub 391) Almachiusz, bizantyjski mnich, męczennik, święty (ur. ?)
- 874 – Al-Hasan al-Askari(inne języki), imam szyicki (ur. 846)
- 898 – Odon, król zachodniofrankijski (ur. ok. 860)
- 962 – Baldwin III, hrabia Flandrii (ur. ok. 940)
- 1189 – Henryk de Marsiac, francuski kardynał (ur. 1136)
- 1204 – Haakon III, król Norwegii (ur. ok. 1170)
- 1253 – Marino Morosini, doża Wenecji (ur. 1181)
- 1347 – Gasbert de Valle, francuski duchowny katolicki, biskup Marsylii, kamerling (ur. 1297)
- 1387 – Karol II Zły, król Nawarry (ur. 1332)
- 1406 – Przemysław, książę cieszyński, głogowski i oświęcimski (ur. ok. 1365)
- 1427 – Wiktoryn z Podiebradów, czeski magnat (ur. ?)
- 1462 – Siemowit VI, książę płocki (ur. 1446)
- 1505 – Juan Castellar y de Borja, hiszpański duchowny katolicki, arcybiskup Trani, kardynał (ur. 1441)
- 1515 – Ludwik XII Walezjusz, książę Orleanu, król Francji (ur. 1462)
- 1546 – Adam z Tuszyna, polski lekarz, astrolog, astronom, profesor Akademii Krakowskiej (ur. ?)
- 1559 – Chrystian III Oldenburg, król Danii i Norwegii (ur. 1503)
- 1560 – Joachim du Bellay, francuski poeta (ur. 1522)
- 1610 – Cinzio Passeri Aldobrandini, włoski kardynał (ur. 1551)
- 1617 – Hendrik Goltzius, holenderski malarz (ur. 1558)
- 1647 – Piotr Mohyła, ukraiński duchowny prawosławny, metropolita kijowski, święty (ur. 1596)
- 1655 – Jan Chryzostom Zamoyski, polski duchowny katolicki, biskup łucki, przemyski i bakowski (ur. ?)
- 1661 – (data pogrzebu) Pieter Claesz, holenderski malarz (ur. ok. 1597)
- 1682 – Jakub Kettler, książę Kurlandii i Semigalii (ur. 1610)
- 1713 – Józef Maria Tomasi, włoski kardynał, święty (ur. 1649)
- 1727 – Aleksander Józef Załuski, polski szlachcic, polityk (ur. 1652)
- 1730:
  - Daniel Finch, angielski arystokrata, polityk (ur. 1647)
  - Samuel Sewall, amerykański prawnik, sędzia, pisarz (ur. 1652)
- 1748 – Johann Bernoulli, szwajcarski matematyk, fizyk, wykładowca akademicki (ur. 1667)
- 1749 – Henning Friedrich Bassewitz, niemiecki urzędnik, dyplomata (ur. 1680)
- 1759 – Jacques-Joachim Trotti, francuski arystokrata, dyplomata (ur. 1705)
- 1764 – Michał Wodzicki, polski duchowny katolicki, biskup przemyski (ur. 1687)
- 1766 – Jakub Franciszek Edward Stuart, książę Rothesay i Walii, pretendent do tronu Szkocji i Anglii (ur. 1688)
- 1774 – Jan Jerzy Plersch, polski rzeźbiarz pochodzenia niemieckiego (ur. 1704/1705)
- 1782 – Johann Christian Bach, niemiecki kompozytor (ur. 1735)
- 1793:
  - Abraham Fletcher, brytyjski matematyk, pedagog (ur. 1714)
  - Francesco Guardi, włoski malarz (ur. 1712)
- 1798 – Herakliusz II, król Kachetii i Kartli (ur. 1720)
- 1800 – Louis Jean Daubenton, francuski przyrodnik (ur. 1716)
- 1808 – Ludwika Sachsen-Gotha-Altenburg, księżna Meklemburgii-Schwerin (ur. 1756)
- 1817 – Martin Heinrich Klaproth, niemiecki chemik, farmaceuta (ur. 1743)
- 1821 – Stefano Antonio Morcelli, włoski jezuita, epigrafik (ur. 1737)
- 1824 – Wincenty Maria Strambi, włoski duchowny katolicki, biskup, pasjonista, święty (ur. 1745)
- 1844 – Gustave-Maximilien-Juste de Croÿ-Solre, francuski duchowny katolicki, biskup Strasburga, arcybiskup Rouen, kardynał (ur. 1773)
- 1845 – William Nott, brytyjski generał (ur. 1782)
- 1849 – George Eden, brytyjski arystokrata, polityk (ur. 1784)
- 1853 – Gregory Blaxland, australijski farmer, podróżnik (ur. 1778)
- 1862 – Michaił Ostrogradski, rosyjski matematyk, wykładowca akademicki (ur. 1801)
- 1866 – Konstanty Zamoyski, polski hrabia, ordynat zamojski (ur. 1799)
- 1873 – Antoni Dobrzański, polski duchowny katolicki, ojciec duchowy powstańców krakowskich (ur. 1804)
- 1880:
  - Henry Hancock, brytyjski chirurg, wykładowca akademicki (ur. 1809)
  - Pawieł Ignatjew, rosyjski hrabia, polityk, generał piechoty (ur. 1797)
- 1881 – Auguste Blanqui, francuski działacz socjalistyczny, rewolucjonista pochodzenia włoskiego (ur. 1805)
- 1888:
  - Józef Czechowicz, polski fotograf (ur. 1818)
  - Maria Fryderyka z Hesji-Kassel, elektorówna Hesji, księżna Saksonii-Meiningen i Hildburghausen (ur. 1804)
- 1891 – Yixuan, chiński arystokrata, polityk (ur. 1840)
- 1893 – Aleksander Osipowicz, polski dziennikarz, pisarz, etnograf, burmistrz Suwałk (ur. ok. 1823)
- 1894 – Heinrich Hertz, niemiecki fizyk, wykładowca akademicki pochodzenia żydowskiego (ur. 1857)
- 1896 – Alfred Ely Beach, amerykański inżynier, wynalazca, wydawca (ur. 1826)
- 1898 – Edward M. Boxer, brytyjski generał major, konstruktor broni strzeleckiej (ur. 1822)
- 1899:
  - Otokar Mokrý, czeski poeta, prozaik, tłumacz, polityk (ur. 1854)
  - Stefan Zamoyski, polski ziemianin, polityk (ur. 1837)
- 1900 – Franciszek Borgias Kania, polski duchowny katolicki, działacz społeczny (ur. 1818)
- 1901 – Ignatius Donnelly, amerykański polityk, pisarz, pseudohistoryk (ur. 1831)
- 1902:
  - Johann Eduard Jacobsthal, niemiecki architekt (ur. 1839)
  - Georg Jalkowski, niemiecki księgarz, drukarz, wydawca pochodzenia polskiego (ur. 1852)
- 1905:
  - John Hawcridge, angielski rugbysta (ur. 1863)
  - Todor Iwanczow, bułgarski lekarz, polityk, premier Bułgarii (ur. 1858)
  - Benoît-Marie Langénieux, francuski duchowny katolicki, arcybiskup Reims, kardynał (ur. 1824)
  - Walentyn Paquay, belgijski franciszkanin, błogosławiony (ur. 1828)
- 1908 – Ignacy Markiewicz, polski architekt (ur. 1825)
- 1911 – Julius Schottländer, niemiecki kupiec, posiadacz ziemski, filantrop pochodzenia żydowskiego (ur. 1835)
- 1913 – Aleksander Mohl, polski duchowny katolicki, jezuita, misjonarz, pisarz, publicysta (ur. 1864)
- 1918:
  - William Wilfred Campbell, kanadyjski pastor anglikański, urzędnik, poeta (ur. 1861)
  - Udalryk Heyzmann, polski prawnik kanonista, wykładowca akademicki (ur. 1835)
- 1919 – Stefan Zajc, polski sierżant pilot (ur. ?)
- 1920:
  - Kazimierz Gliński, polski poeta, prozaik, dramaturg (ur. 1850)
  - Zygmunt Gorazdowski, polski duchowny katolicki, święty (ur. 1845)
  - Růžena Svobodová, czeska pisarka (ur. 1868)
- 1921:
  - Theobald von Bethmann Hollweg, niemiecki polityk, kanclerz Niemiec, premier Prus (ur. 1856)
  - Clara Sachs, niemiecka malarka (ur. 1862)
- 1922:
  - Jan Fruziński, polski cukiernik (ur. 1866)
  - Iosif Goldenberg, rosyjski rewolucjonista pochodzenia żydowskiego (ur. 1873)
- 1923 – Władysław Kulczyński junior, polski taternik, lekarz (ur. 1890)
- 1924 – Franciszek Szymański, polski działacz ludowy, polityk, poseł na Sejm Ustawodawczy (ur. 1888)
- 1925 – Wojciech Mazur, polski ułan (ur. 1893)
- 1927:
  - Herman Ernest Güntzel, niemiecki mistrz murarski, rzeźbiarz (ur. 1848)
  - Kazimierz Stocki-Sosnowski, polski inżynier, podporucznik, uczestnik powstania styczniowego (ur. 1843)
- 1928 – Loie Fuller, amerykańska aktorka, tancerka (ur. 1862)
- 1929:
  - Burton Downing, amerykański kolarz torowy (ur. 1885)
  - Johan Vikander, fiński łyżwiarz szybki (ur. 1885)
- 1930 – C. Floyd Haviland, amerykański psychiatra, wykładowca akademicki (ur. 1875)
- 1931:
  - Martinus Beijerinck, holenderski botanik, mikrobiolog, wirusolog (ur. 1851)
  - Hjalmar Bergman, szwedzki pisarz (ur. 1883)
- 1932:
  - Leonid Artamonow, rosyjski generał kawalerii, podróżnik, geograf, inżynier (ur. 1859)
  - Stéphane Gsell, francuski archeolog, historyk starożytności (ur. 1864)
  - Charles Prestwich Scott, brytyjski dziennikarz, wydawca, polityk (ur. 1846)
- 1934 – Jakob Wassermann, niemiecki pisarz pochodzenia żydowskiego (ur. 1873)
- 1936 – Stanisław Wójtowicz, polski polityk, działacz ludowy, poseł na Sejm RP (ur. 1899)
- 1937 – Bhaktisiddhanta Sarasvati Thakura, hinduski duchowny i nauczyciel w tradycji gaudija wisznuizmu, astronom, astrolog (ur. 1874)
- 1939:
  - Georgij Czułkow, rosyjski poeta, prozaik, krytyk literacki, redaktor (ur. 1879)
  - Zofia Urbanowska, polska pisarka, publicystka (ur. 1849)
- 1940:
  - Stefan Bednarski, polski filolog, wykładowca akademicki (ur. 1868)
  - Władysław Jung, polski generał dywizji (ur. 1870)
  - Leon Mazurek, polski zapaśnik, działacz plebiscytowy (ur. 1906)
- 1941:
  - Władysław Spasowski, polski filozof marksistowski, działacz komunistyczny i oświatowy, pedagog (ur. 1877)
  - Wilhelm Steputat, niemiecki prozaik, poeta, prawnik, polityk, działacz mniejszości litewskiej (ur. 1868)
- 1942 – Jaroslav Ježek, czeski kompozytor, pianista, dyrygent (ur. 1906)
- 1943:
  - Alojzy Grozde, słoweński męczennik, błogosławiony (ur. 1923)
  - Marian Konopiński, polski duchowny katolicki, męczennik, błogosławiony (ur. 1907)
  - Arthur Ruppin, żydowski socjolog (ur. 1876)
- 1944 – Edwin Lutyens, brytyjski architekt (ur. 1869)
- 1946 – Abraham Giulchandanian, ormiański pisarz, działacz niepodległościowy, polityk (ur. 1875)
- 1948 – Akitsune Imamura, japoński sejsmolog (ur. 1870)
- 1950 – Bolesław Jawornicki, polski farmaceuta, przedsiębiorca (ur. 1872)
- 1951 – Giuseppe Migone, włoski duchowny katolicki, arcybiskup, jałmużnik papieski (ur. 1875)
- 1952:
  - Kenneth Hayes Miller, amerykański malarz, grafik, pedagog (ur. 1876)
  - Erich Schüttauf, niemiecki funkcjonariusz i zbrodniarz nazistowski (ur. 1887)
- 1953:
  - Ludomir Różycki, polski kompozytor (ur. 1883)
  - Hank Williams, amerykański piosenkarz i muzyk country, autor tekstów (ur. 1923)
- 1954 – Duff Cooper, brytyjski arystokrata, polityk, dyplomata, pisarz (ur. 1890)
- 1956 – Ludwig Dürr, niemiecki inżynier, konstruktor sterowców (ur. 1878)
- 1958 – Edward Weston, amerykański fotograf (ur. 1886)
- 1960:
  - Robert Coleman, brytyjski żeglarz sportowy (ur. 1883)
  - Gianni Franciolini(inne języki), włoski reżyser i scenarzysta filmowy (ur. 1910)
  - Margaret Sullavan, amerykańska aktorka (ur. 1909)
- 1962:
  - Iza Kozłowska-Berson, polska aktorka (ur. 1884)
  - Diego Martínez Barrio, hiszpański polityk, premier i prezydent Hiszpanii (ur. 1883)
- 1964:
  - Biszara al-Churi, libański polityk, prezydent Libanu (ur. 1890)
  - Thyge Petersen, duński bokser (ur. 1902)
- 1966 – Vincent Auriol, francuski polityk, prezydent Francji (ur. 1884)
- 1968 – Kazys Tallat-Kelpša, litewski generał (ur. 1893)
- 1969:
  - Barton MacLane, amerykański aktor (ur. 1902)
  - Bruno Söderström, szwedzki lekkoatleta, tyczkarz (ur. 1881)
- 1970 – Dave Halliday, szkocki piłkarz, trener (ur. 1901)
- 1972:
  - Maurice Chevalier, francuski piosenkarz, aktor (ur. 1888)
  - Franciszek Wielgut, polski podpułkownik piechoty (ur. 1888)
- 1973:
  - František Běhounek, czeski pisarz science fiction (ur. 1898)
  - Siergiej Kurdakow, radziecki oficer marynarki, członek Komsomołu, funkcjonariusz służb specjalnych (ur. 1951)
  - Stefan Rosiak, polski historyk, archiwista, krajoznawca (ur. 1897)
- 1974:
  - Charles E. Bohlen, amerykański dyplomata (ur. 1904)
  - Stanisław Nagawiecki, polski nauczyciel, adwokat, samorządowiec, burmistrz Dębicy (ur. 1895)
  - Charles M. Teague, amerykański polityk (ur. 1909)
- 1975:
  - Kalle Anttila, fiński zapaśnik (ur. 1887)
  - Mary Meylak, maltańska poetka (ur. 1905)
  - Branka Musulin, chorwacko-niemiecka pianistka, pedagog (ur. 1917)
  - Kyūsaku Ogino, japoński ginekolog (ur. 1882)
  - Arthur Pierson(inne języki), amerykański aktor, reżyser filmowy pochodzenia norweskiego (ur. 1901)
- 1976:
  - Milan Gavrilović, serbski adwokat, dyplomata, polityk (ur. 1882)
- 1977 – Konstantin Aksionow, radziecki starszy porucznik (ur. 1909)
- 1978:
  - Paweł Kopocz, polski adwokat, polityk, poseł na Sejm Śląski i Sejm RP (ur. 1898)
  - Józef Nowak, górnołużycki duchowny katolicki, poeta (ur. 1895)
- 1979:
  - Bolesław Piasecki, polski prawnik, polityk, członek Rady Państwa (ur. 1915)
  - Frank Soskice, brytyjski prawnik, polityk (ur. 1902)
  - Margerita Trombini-Kazuro, polska pianistka, klawesynistka, pedagog pochodzenia włoskiego (ur. 1891)
  - Józef Wydra, polski polityk, poseł na Sejm PRL (ur. 1904)
- 1980:
  - Wanda Chmielowska, polska pianistka, pedagog (ur. 1891)
  - Adolph Deutsch, amerykański kompozytor muzyki filmowej pochodzenia żydowskiego (ur. 1897)
  - Pietro Nenni, włoski polityk (ur. 1891)
  - Nils Skoglund, szwedzki skoczek do wody (ur. 1906)
  - Stiepan Szczipaczow, rosyjski poeta (ur. 1899)
  - Frank Wykoff, amerykański lekkoatleta, sprinter (ur. 1909)
- 1981:
  - Beulah Bondi, amerykańska aktorka (ur. 1889)
  - Kazimierz Michałowski, polski archeolog, egiptolog, historyk sztuki (ur. 1901)
  - Mauri Rose, amerykański kierowca wyścigowy (ur. 1906)
- 1982:
  - Victor Buono, amerykański aktor (ur. 1938)
  - Albert Earl Godfrey, kanadyjski pilot wojskowy, as myśliwski (ur. 1890)
- 1983 – Bolesław Bonin, polski żużlowiec (ur. 1925)
- 1984:
  - Alexis Korner, brytyjski wokalista i kompozytor bluesowy (ur. 1928)
  - Edward Sutor, polski rzeźbiarz (ur. 1917)
- 1985 – Knud Vermehren, duński gimnastyk (ur. 1890)
- 1986 – Lord Cecil, brytyjski arystokrata, pisarz, krytyk literacki (ur. 1902)
- 1987 – Józef Benbenek, polski regionalista (ur. 1898)
- 1988:
  - Stefan Kaczorowski, polski pisarz, polityk, działacz opozycji antykomunistycznej (ur. 1899)
  - Rolf Presthus, norweski prawnik, polityk (ur. 1936)
  - Hiroaki Satō, japoński piłkarz (ur. 1932)
  - Anna Sipos, węgierska tenisistka stołowa (ur. 1908)
- 1990:
  - Bolesław Jaszczuk, polski inżynier, polityk, poseł na Sejm PRL, minister energetyki (ur. 1913)
  - Ernst Kuzorra, niemiecki piłkarz (ur. 1905)
  - Adam Tabor, polski geograf, harcmistrz, podróżnik, nauczyciel (ur. 1906)
- 1991:
  - Inga Gentzel, szwedzka lekkoatletka, sprinterka i biegaczka średniodystansowa (ur. 1908)
  - Armen Mnacakanian, ormiański inżynier (ur. 1918)
  - Ada Rusowicz, polska piosenkarka (ur. 1944)
- 1992:
  - Grace Hopper, amerykańska informatyk (ur. 1906)
  - Oskar Munzel, niemiecki generał major (ur. 1899)
- 1993:
  - Ross Bass, amerykański polityk (ur. 1918)
  - Italo Bellini, włoski strzelec sportowy (ur. 1915)
  - Wanda Zofia Bosiak, polska poetka, pisarka, działaczka harcerska (ur. 1918)
  - Adolf Lang, niemiecki kierowca wyścigowy (ur. 1913)
  - Anna Wimschneider, niemiecka pisarka (ur. 1919)
- 1994:
  - Ryszarda Hanin, polska aktorka (ur. 1919)
  - Ola Obarska, polska aktorka, piosenkarka (ur. 1910)
  - Arthur Porritt, nowozelandzki lekkoatleta, biegacz długodystansowy, działacz sportowy, lekarz polityk, gubernator generalny Nowej Zelandii (ur. 1900)
  - Cesar Romero, amerykański aktor pochodzenia kubańskiego (ur. 1907)
  - Werner Schwab, austriacki pisarz (ur. 1958)
  - Edward Arthur Thompson, brytyjski historyk, wykładowca akademicki pochodzenia irlandzkiego (ur. 1914)
- 1995:
  - Arthur Earl Walker, kanadyjsko-amerykański neurochirurg, neurolog, epileptolog (ur. 1907)
  - Eugene Wigner, węgierski fizyk, laureat Nagrody Nobla pochodzenia żydowskiego (ur. 1902)
- 1996:
  - Arleigh Burke, amerykański admirał (ur. 1901)
  - Virgil Vogel(inne języki), amerykański reżyser filmowy (ur. 1919)
- 1997:
  - Ivan Graziani, włoski piosenkarz, kompozytor (ur. 1945)
  - Townes Van Zandt(inne języki), amerykański piosenkarz (ur. 1944)
- 1998:
  - Haxhi Lleshi, albański polityk, prezydent Albanii (ur. 1913)
  - Helen Wills Moody, amerykańska tenisistka (ur. 1905)
  - Åke Seyffarth, szwedzki łyżwiarz szybki (ur. 1919)
- 1999:
  - Stanisław Hadyna, polski kompozytor, dyrygent, założyciel Zespołu Pieśni i Tańca „Śląsk” (ur. 1919)
  - Rafael Iglesias, argentyński bokser (ur. 1924)
- 2000:
  - Henryk Jagodziński, polski dziennikarz, poeta, satyryk, aforysta (ur. 1928)
  - Gerda Paumgarten, austriacka narciarka alpejska (ur. 1907)
- 2001:
  - Maria Kuryluk, polska poetka, pisarka, dziennikarka, tłumaczka (ur. 1917)
  - Stefan Kwilecki, polski konserwator zabytków, architekt (ur. 1925)
  - Ray Walston, amerykański aktor (ur. 1914)
- 2003:
  - Joel Antônio Martins, brazylijski piłkarz (ur. 1931)
  - Cyril Shaps, brytyjski aktor radiowy, telewizyjny i filmowy (ur. 1923)
- 2005:
  - Shirley Chisholm, amerykańska polityk (ur. 1924)
  - Barbara Fijewska, polska aktorka, choreograf, reżyserka teatralna (ur. 1919)
  - Joanna Lossow, polska franciszkanka (ur. 1908)
  - Bob Matsui, amerykański polityk (ur. 1941)
  - Dmitrij Nielubin, rosyjski kolarz torowy i szosowy (ur. 1971)
- 2006 – Charles Orlando Porter, amerykański polityk (ur. 1919)
- 2007:
  - A.I. Bezzerides, amerykański pisarz, scenarzysta filmowy (ur. 1908)
  - Leonard Fraser, australijski seryjny morderca, pedofil, gwałciciel (ur. 1951)
  - Tillie Olsen, amerykańska pisarka (ur. 1912)
  - Krystyna Zielińska-Zarzycka, polska dziennikarka, polityk, poseł na Sejm PRL (ur. 1924)
- 2008:
  - Pratap Chandra Chunder, indyjski polityk (ur. 1919)
  - Irena Górska-Damięcka, polska aktorka, reżyserka teatralna (ur. 1910)
  - Witold Papużyński, polski energetyk (ur. 1920)
  - Lucas Sang, kenijski lekkoatleta, sprinter (ur. 1963)
  - Wanda Sieradzka de Ruig, polska dziennikarka, tłumaczka, autorka tekstów piosenek (ur. 1923)
- 2009:
  - Bogusław Gdowski, polski matematyk (ur. 1931)
  - Henryk Halkowski, polski historyk, publicysta, tłumacz (ur. 1951)
  - Claiborne Pell, amerykański polityk (ur. 1918)
  - Gert Petersen, duński polityk, dziennikarz (ur. 1927)
  - Edmund Purdom, brytyjski aktor, reżyser filmowy (ur. 1924)
  - Nizar Rajan, palestyński polityk, przywódca Hamasu (ur. 1959)
  - Johannes Mario Simmel, austriacki pisarz (ur. 1924)
  - Helen Suzman, południowoafrykańska polityk (ur. 1917)
- 2010:
  - Periyasamy Chandrasekaran, lankijski polityk (ur. 1957)
  - Lhasa de Sela, amerykańska piosenkarka pochodzenia meksykańskiego (ur. 1972)
  - Jerzy Haber, polski fizykochemik (ur. 1930)
  - Tadeusz Ryczaj, polski polityk, poseł na Sejm RP (ur. 1931)
  - John S. Wilder, amerykański polityk (ur. 1921)
- 2011:
  - Wanda Bacewicz, polska pisarka, poetka, dziennikarka (ur. 1914)
  - Flemming Jørgensen, duński piosenkarz, aktor (ur. 1947)
  - Leszek Płażewski, polski pisarz, scenarzysta filmowy (ur. 1936)
- 2012:
  - Gary Ablett, angielski piłkarz (ur. 1965)
  - Kiro Gligorow, macedoński polityk, prezydent Macedonii (ur. 1917)
  - Edgar Jenkins, amerykański polityk (ur. 1933)
- 2013:
  - Jurij Aleksandrow, rosyjski bokser (ur. 1963)
  - Moses Anderson, amerykański duchowny katolicki, biskup Detroit (ur. 1928)
  - Ante Dražančić, chorwacki lekarz, ginekolog-położnik (ur. 1928)
  - Christopher Martin-Jenkins, brytyjski dziennikarz sportowy (ur. 1945)
  - Patti Page, amerykańska piosenkarka (ur. 1927)
  - Marian Wantoła, polski rysownik, twórca filmów animowanych (ur. 1926)
- 2014:
  - Dżamal al-Dżamal, palestyński dyplomata (ur. 1957)
  - Traian T. Coșovei, rumuński poeta (ur. 1954)
  - Jerzy Hejosz, polski piłkarz (ur. 1929)
  - Juanita Moore, amerykańska aktorka (ur. 1914)
  - Josep Seguer, hiszpański piłkarz, trener (ur. 1923)
- 2015:
  - Ulrich Beck, niemiecki socjolog (ur. 1944)
  - Eric Cunningham, kanadyjski polityk (ur. 1949)
  - Mario Cuomo, amerykański polityk (ur. 1932)
  - Donna Douglas, amerykańska aktorka (ur. 1932)
  - Jeff Golub, amerykański gitarzysta jazzowy (ur. 1955)
  - Józef Hałas, polski malarz (ur. 1927)
  - Umar Karami, libański polityk, premier Libanu (ur. 1934)
  - Manfred Kiedorf, niemiecki scenograf, ilustrator, miniaturzysta (ur. 1936)
  - Géry Leuliet, francuski duchowny katolicki, biskup Amiens (ur. 1910)
  - Boris Morukow, rosyjski lekarz, kosmonauta (ur. 1950)
  - Ninón Sevilla, kubańska aktorka (ur. 1929)
  - Leszek Snopkowski, polski piłkarz (ur. 1928)
  - Miller Williams, amerykański poeta (ur. 1930)
- 2016:
  - Natasha Aguilar, kostarykańska pływaczka (ur. 1970)
  - George Alexandru, rumuński aktor (ur. 1957)
  - Fazu Alijewa, dagestańska pisarka narodowości awarskiej (ur. 1932)
  - Dale Bumpers, amerykański prawnik, polityk (ur. 1925)
  - Antonio Carrizo, argentyński dziennikarz, prezenter radiowy i telewizyjny (ur. 1926)
  - Maria Gąsienica Daniel-Szatkowska, polska narciarka alpejska (ur. 1936)
  - Brian Johns, australijski dziennikarz (ur. 1936)
  - Gilbert Kaplan, amerykański dyrygent, dziennikarz, przedsiębiorca (ur. 1941)
  - Gilberto Mendes, brazylijski kompozytor (ur. 1922)
  - Alfred Měškank, serbołużycki tłumacz, językoznawca, bajkopisarz, nauczyciel (ur. 1927)
  - Michael Oxley, amerykański polityk (ur. 1944)
  - Vilmos Zsigmond, węgierski operator filmowy (ur. 1930)
- 2017:
  - Stanisław Hniedziewicz, polski prawnik, polityk, poseł na Sejm RP (ur. 1943)
  - Aleksander Jackowski, polski etnograf, historyk sztuki (ur. 1920)
  - Władimir Michałkin, rosyjski dowódca wojskowy, marszałek artylerii (ur. 1927)
  - Ja’akow Ne’eman, izraelski prawnik, polityk, minister sprawiedliwości i finansów (ur. 1939)
  - Derek Parfit, brytyjski filozof (ur. 1942)
  - Bogdan Tuszyński, polski dziennikarz sportowy, sprawozdawca radiowy, historyk prasy i sportu (ur. 1932)
- 2018:
  - Albino Longhi, włoski dziennikarz (ur. 1929)
  - Robert Mann, amerykański skrzypek, dyrygent, kompozytor (ur. 1920)
  - Régis Manon, gaboński piłkarz (ur. 1965)
  - Pierre Minvielle, francuski speleolog, pisarz (ur. 1934)
  - Ebrahim Nafae, egipski dziennikarz (ur. 1934)
  - Manuel Olivencia, hiszpański ekonomista, prawnik (ur. 1929)
  - Zbigniew Osiński, polski teatrolog, historyk teatru (ur. 1939)
  - Stanisław Jan Rostworowski, polski dziennikarz, publicysta, poseł na Sejm PRL (ur. 1934)
  - Tadeusz Sąsara, polski działacz sportowy, prezes PZPS (ur. 1937)
  - Mauro Staccioli, włoski rzeźbiarz (ur. 1937)
  - Jon Paul Steuer, amerykański aktor (ur. 1984)
- 2019:
  - Ed Corney, amerykański kulturysta (ur. 1933)
  - Iwan Dimitrow, bułgarski piłkarz (ur. 1935)
  - Joan Guinjoan, hiszpański pianista, kompozytor (ur. 1931)
  - Faisal Mssyeh, holenderski raper (ur. 1986)
  - Paul Neville, australijski polityk (ur. 1940)
  - Raymond Ramazani Baya, kongijski polityk, dyplomata (ur. 1943)
  - María Teresa Uribe, kolumbijska socjolog (ur. 1940)
- 2020:
  - Serykbołsyn Äbdyldin, kazachski polityk, działacz komunistyczny (ur. 1937)
  - Carlos De León, portorykański bokser (ur. 1959)
  - Wojciech Grabałowski, polski ekonomista, polityk, poseł na Sejm RP (ur. 1945)
  - Wiesław Krygier, polski piłkarz ręczny (ur. 1948)
  - Krzysztof Leski, polski dziennikarz (ur. 1959)
  - Barry McDonald, australijski rugbysta (ur. 1940)
  - David Stern, amerykański prawnik, komisarz NBA (ur. 1942)
- 2021:
  - Carlos do Carmo, portugalski śpiewak fado (ur. 1939)
  - Mark Eden, brytyjski aktor (ur. 1928)
  - Dorota Filipczak, polska poetka (ur. 1963)
  - Elmira Gordon, belizejska psycholog, polityk, gubernator generalna Belize (ur. 1930)
  - Tadeusz Hołubowicz, polski sadownik, pomolog (ur. 1929)
  - Zygmunt Moryto, polski malarz, grafik, rysownik (ur. 1954)
  - Dhimitër Orgocka, albański aktor, reżyser teatralny (ur. 1936)
  - Liam Reilly, irlandzki wokalista, autor tekstów, członek zespołu Bagatelle(inne języki) (ur. 1955)
- 2022:
  - Francesco Forte, włoski prawnik, publicysta, polityk, minister finansów (ur. 1929)
  - Andreas Kunz, niemiecki kombinator norweski (ur. 1946)
  - Robin Leamy, nowozelandzki duchowny katolicki, marysta, biskup pomocniczy Auckland, biskup diecezjalny Rarotonga (ur. 1934)
  - Janusz Łęski, polski reżyser i scenarzysta filmowy (ur. 1930)
  - Paul Olawoore, nigeryjski duchowny katolicki, biskup Ilorin (ur. 1961)
- 2023:
  - Martin Davis, amerykański matematyk (ur. 1928)
  - Gangsta Boo, amerykańska raperka (ur. 1979)
  - Wiktor Iwanienko, rosyjski generał major, szef KGB (ur. 1947)
  - Kadri Mälk, estońska artystka, projektantka biżuterii (ur. 1958)
- 2024:
  - Iwona Bartoszewicz, polska językoznawczyni (ur. 1957)
  - Mario Boljat, chorwacki piłkarz (ur. 1951)
  - Marcia Garbey, kubańska lekkoatletka, skoczkini w dal (ur. 1949)
  - Aleksander Herzog, polski prawnik, prokurator, działacz opozycji antykomunistycznej (ur. 1951)
  - Małgorzata Kozłowska-Wojciechowska, polska gastroenterolog, profesor nauk medycznych (ur. 1951)
  - Arkadiusz Malinowski, polski basista, wokalista, członek zespołu Czerwone Gitary (ur. 1976)
  - Lawrence Nicasio, belizeński duchowny katolicki, biskup Belize City – Belmopan (ur. 1956)
  - Basdeo Panday, trynidadzko-tobagijski prawnik, ekonomista, polityk, premier Trynidadu i Tobago (ur. 1933)
  - Ireneusz Serwotka, polski działacz sportowy, samorządowiec, polityk, prezydent Wodzisławia Śląskiego, starosta wodzisławski (ur. 1961)
  - Iwona Śledzińska-Katarasińska, polska dziennikarka, polityk, poseł na Sejm RP (ur. 1941)
  - Niklaus Wirth, szwajcarski elektronik, informatyk (ur. 1934)
- 2025:
  - Wiktor Ałksnis, rosyjski wojskowy, polityk (ur. 1950)
  - Antoni Basta, polski ginekolog, profesor nauk medycznych (ur. 1946)
  - David Lodge, brytyjski pisarz, krytyk literacki (ur. 1935)
  - Wiktor Nastaszewski, ukraiński piłkarz (ur. 1957)
  - Sally Oppenheim-Barnes, brytyjska polityk, minister spraw konsumenckich (ur. 1928)
  - Zdzisław Skupień, polski matematyk (ur. 1938)